# Dějiny Žiliny

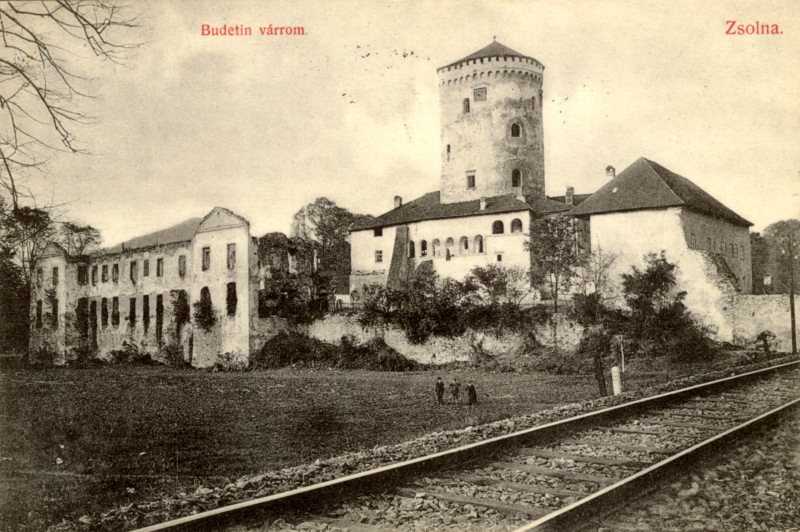
Budatínský hrad na pohlednici z roku 1910

Dějiny Žiliny začínají již v paleolitu, později tu existovalo halštatské hradiště a slovanské mohylové pohřebiště. První zmínka o městu pochází z roku 1208, tehdy to ale byla malá slovanská osada, z níž se zachoval jen kostel sv. Štěpána. Počátkem 14. století založili němečtí osadníci nové město, které před rokem 1312 získalo městské práva. V letech 1431 a 1434 město dobyli a vypálili husité. V 16. století přišla do města reformace. V 17. století probíhala rekatolizace města, které však po požárech a epidemiích v 18. století upadalo.
Od roku 1848 byla Žilina jedním z ohnisek národního obrození. Po skončení první světové války, rozpadu Rakousko-Uherska a vzniku Československa se slovenské kraje připojily k tzv. Martinské deklaraci. Představitelé Žiliny byli mezi prvními a dokument podepsali už 2. 11. 1918.
Po poradě představitelů slovenských politických stran vyhlásil 6. října 1938 v Žilině Jozef Tiso autonomii Slovenska v rámci Československa. Město se nacházelo na hranici tzv. ochranné zóny, kterou nacistické Německo vytvořilo na severozápadním území Slovenska (většinou v horách) aby zajistilo svou vojenskou přítomnost v příhraničí vlastního území. Během Slovenského národního povstání, které trvalo od konce srpna do konce října roku 1944 se Žilina octla na osvobozeném území a nedaleko od ní byla vedena bitva o Strečenský průsmyk.
Po osvobození Rudou armádou a obnovení Československa měla Žilina 18 000 obyvatel, o čtyři roky později se stala při správní reformě státu centrem kraje. Od roku 1949 je v Žilině městská doprava a roku 1960 sem byla z Prahy přenesena Vysoká škola dopravní, roku 1996 přeměněná na univerzitu. Dochází k intenzivnímu rozvoji města budováním nových čtvrtí, avšak toto tempo značně zvolňuje krátce po další správní reformě, ve které Žilina statut krajského města ztratila a stala se součástí Středoslovenského kraje, jehož centrem je Banská Bystrica. Po roce 2000 se první významnější událostí stala investice korejské automobilky KIA, jedna z největších ve Slovenské republice, v rámci které byl vybudován průmyslový závod Kia Motors Slovakia nedaleko Žiliny. V současné době je Žilina komplexním polyfunkčním městem a se svým okolím třetím nejvýznamnějším průmyslovým centrem na Slovensku.

## Pravěké osídlení

### Doba kamenná
První nález ze starší doby kamenné (95 000–8000 př. n. l.) pochází z období lovců mamutů. Kosti mamuta, které se našly u někdejšího kina Úsvit v Považském Chlumci a v bývalé cihelně (mezi Malou Prahou a "rondlem"), mohly být pozůstatkem lovu prvních obyvatel Žiliny. Ale mamut mohl zemřít i přirozeně. Nejstarším dokladem však zůstává osídlená oblast dnešní Žiliny už v pozdější době kamenné (kolem 20 000 let př. n. l.). Z tohoto období je známé sídlo v dnešní městské části Závodie. Mohlo však jít o odpočinkové osídlení (pouze na krátkou dobu). Našly se zde i kamenné nástroje, oštěpy a pazourky z oblasti dnešního Polska, což vysvětluje stěhování lidí na jih za teplejším podnebím a za zvěří.
Lidé lovili soby či mamuty, které již vyhynuli nebo žijí v oblastech s chladným podnebím, jaké bylo i zde v té době. Dokud sem nepřišly kmeny ovládající zemědělství (5000–4000 př. n. l.), nic jsme se nedozvěděli o přítomnosti člověka na území Žiliny. Zemědělský kmen s tzv. Lengyelskou kulturou se podle nálezů usídlil v Brodně, kde byl nalezen sekeromlat, a v Žilinské Lehotě, kde se našly sekerky. Keramika, která se našla v pozdní době kamenné v okolí města potvrzuje jednoznačné osídlení v okolí Žiliny.

### Doba bronzová
V střední Evropě trvala doba bronzová v rozmezí 2000–700 let př. n. l. Na Slovensku trvala přibližně kolem 1800–750 let př. n. l. Popelnicové pohřebiště člověka v tomto období na tomto území bylo nalezeno nedaleko nynějšího evangelickém kostela. Lidé byli pohřbíváni žehem a v hliněných nádobkách (popelnicích) byly kromě popela a kostí nalezeny i milodary a pohřební keramika. Bylo nalezeno 10 takových žárových hrobů. Kromě popelnicových hrobů se pohřbívali i do jamkových hrobů a náčelníky v pozdním období pohřbívali pod mohyly. Doba bronzová byla obdobím tzv. Lužické kultury. Lidé žili v osadách, které byly poměrně malé. Tvořilo je jen několik obytných a hospodářských domů. Takové osady se nacházely na Šefranici, Framboru, v Závodí, Brodnë, Bánové a Strážově.

#### Hradiště
Na obranu proti nepříteli si Slované stavěli opevněná hradiště. Byla to velká prostranství obehnaná dřevěnou ohradou, která byla zesílena valem z kmenů a udusané hlíny. Většina hradišť byla vybudována na vyvýšeninách nebo na místech chráněných vodou. Během válečného nebezpečí bylo hradiště útočištěm všech obyvatel z okolních vesnic. Žili zde převážně rolníci, řemeslníci a obchodníci. V každém hradišti žil kmenový náčelník – vojvoda. Kolem Žiliny se také nacházejí bývalá hradiště. Byla bojovými pevnostmi, kulturními, hospodářskými i obchodními centry. Centrální hradiště stojící nad starou obchodní cestou vedle Váhu se nacházelo v Divince na Velkém vrchu. Zbytky nádob, které se zde našly, jsou lesklé a vypálené. Další hradiště byla na Straníku a v Závodí. Silné valy, které je obklopovaly, se zachovaly dodnes. Soustředila se v nich řemeslná výroba a výměnný obchod.

### Doba železná
V době železné (750 př. n. l.–100 n. l.) přetrvávalo osídlení na hradištích. Tito obyvatelé patřili do lužické kultury – púchovské skupiny. Jejich sídliště se našla ve více přičleněných obcích. V prvním století př. n. l. osídlily území Slovenska keltské kmeny, které přinesly dokonalejší způsob zpracování kovů. Nalezišti jsou Šefranica, Frambor, Strážov a malá osada byla nedávno zjištěna i v prostoru dnešního farního kostela.
Život pokračoval i na hradištích na Straníku a v Závodí. Na hradišti v Divince se našly keltské mince, které svědčí o rozvinutém hospodářství. V 1. století n. l. zde však osídlení zaniklo, pravděpodobně vpádem nějakého cizího etnika. Osídlení se na jistou dobu zastavilo.

## Středověk

### Doba římská
Když Germáni ovládli po Keltech území střední Evropy, žili na severním Slovensku Kvádové a Markomani, s nimiž vedli Římané války. Po Římanech zůstaly v Žilině tři poklady mincí a ve Strážově keramika. V pozdějším období tímto územím prošli germánští Gótové a Langobardi.

### Doba Slovanů
Do Žilinské kotliny přišli Slované v konečné fázi stěhování národů v 5.–6. století n. l. Vytlačili všechno původní obyvatelstvo. První sídlištní objekt – polozemnice se slovanskou keramikou byla nalezena na Framboru. Z následujícího století pocházejí další čtyři objekty. V 9. století stál sídlištní objekt z období Velké Moravy na Bôriku u bývalého letního kině a v jeho okolí už bylo několik podobných osad dvorcového charakteru. V 9. století zde byl podle pověsti postaven první románský kostel.
V Bánově a v Žilině-Chrasti se našly slovanské mohyly, kde byli pohřbíváni bojovníci z centra Velké Moravy.
Začalo se sem šířit křesťanství. Znovu bylo osídleno hradiště v Divince. Z 11. století pocházejí slovanská sídliště nalezená v Bánově, Závodí a na Šefranici. Později už život v Žilinské kotlině začal být zaznamenáván písemně.

### Vznik města
První písemná zmínka o Žilině pochází z roku 1208, kdy Žilinu tvořilo několik slovenských osad rozptýlených 0,5–2 km od Kostela sv. Štěpána (v latinsky psané listině nitranského župana Tomáše se území Žiliny nazývá terra de Selinan neboli "Zem Žiliny/Žilinská"). Největší z osad se pravděpodobně nacházela na místě současného historického jádra Žiliny. Její součástí byl i kostel s polokruhovou apsidou nacházející se na místě současného Farského kostela (Kostela Nejsvětější Trojice), jehož základy vyčnívají zpod současné stavby. Pravděpodobně tato osada byla koncem 13. století zničena, poškozen byl i její kostel, který byl následně podle výzkumu archeologů opravován.

#### Žilinský hrad

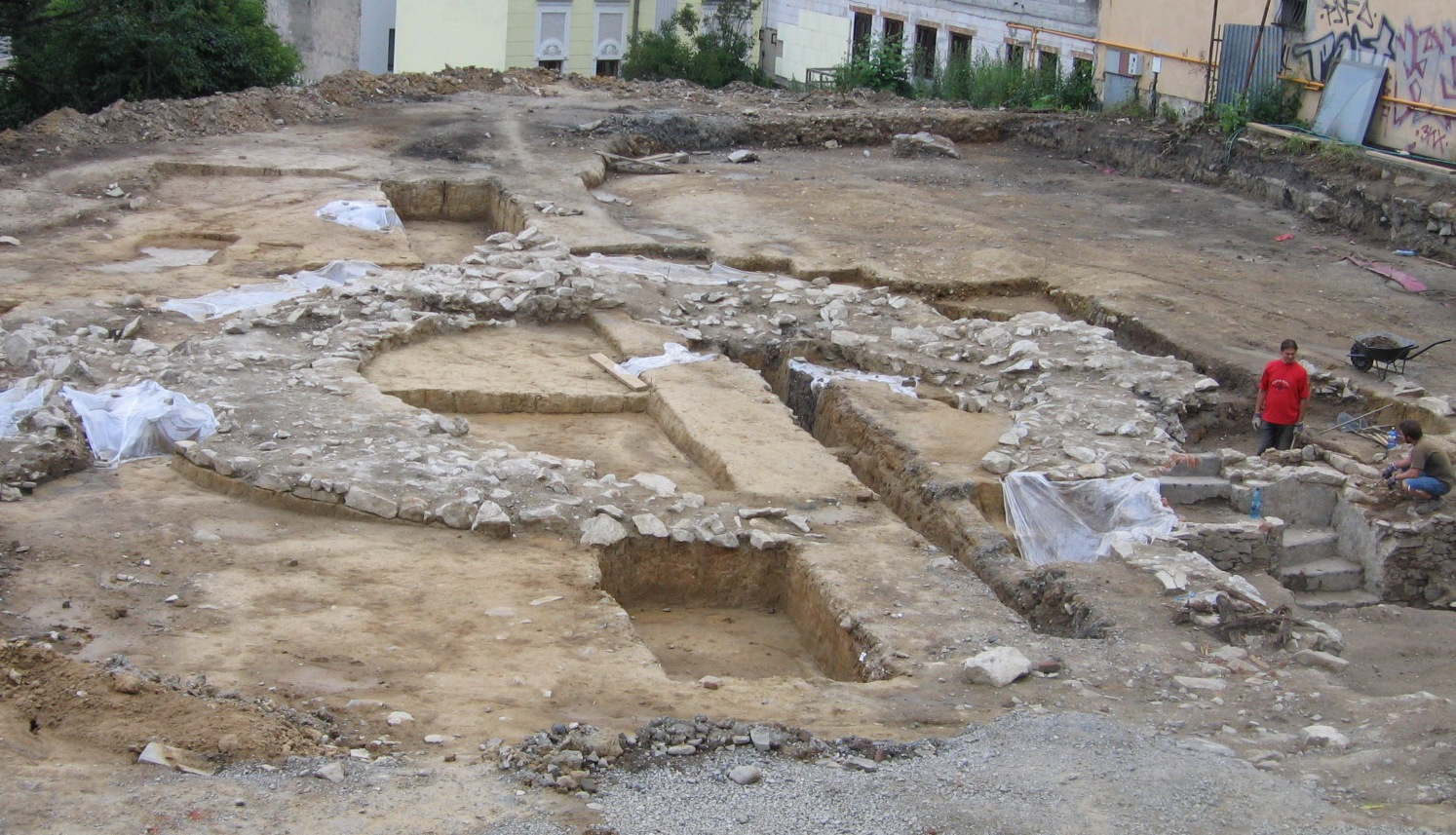
Archeologický průzkum ruin Žilinského hradu

Existence Žilinského hradu je potvrzena několika listinami. První zmínka s vlastníkem Matúšem Čákem Trenčanským je z roku 1318, ale hrad může být mnohem starší. Další zmínky jsou z let 1397 a 1454, kde je hrad zmiňován naposledy. Jeho umístění ale ještě nebylo zjištěno, nejnovější výzkum nepotvrdil jeho lokalizaci u farního kostela, takže je stále diskutabilní a záhadné kde tento hrad stál.

#### Založení města

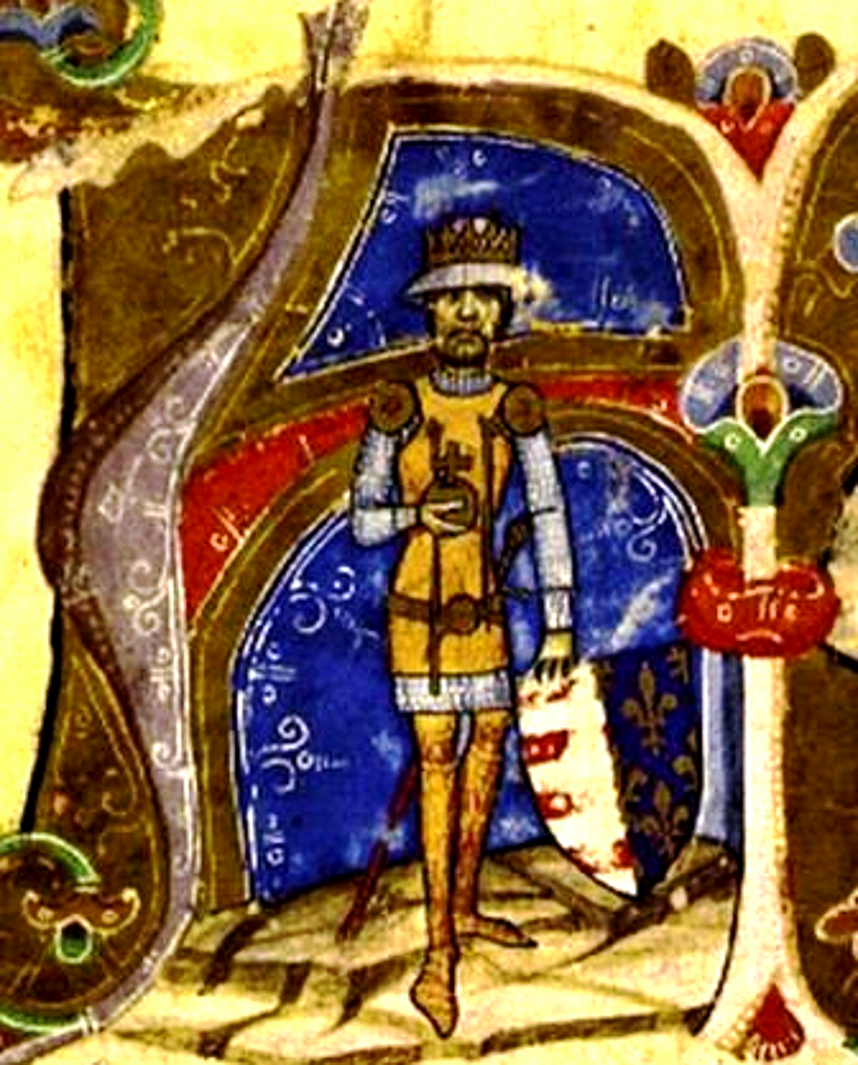
Karel I. Robert

Němečtí kolonisté ze slezského Těšínského knížectví začali před rokem 1300 stavět nové sídlo. Jádrem města se stal tzv. rínok (dnešní Mariánské Náměstí), přičemž kostel se ocitl na jeho okraji. Z roku 1312 pochází první zmínka o Žilině jako městě, přestože po právní stránce se Žilina stala městem ještě před rokem 1300. V dalších letech se dostala do vlastnictví Matúše Čáka Trenčanského. Po jeho smrti v roce 1321 se Žilina stala městem na královské půdě. V tomto roce uherský král Karel Robert z Anjou osvobodil město od mýta a udělil mu další výsady. Nejstarší známá pečeť se znakem Žiliny je z roku 1379, ačkoli její typárium bylo vyhotoveno ještě za Arpádovců. Během 14. století byla Žilina malé město a počet obyvatel zřejmě nepřekročil 900.

#### Král Karel Robert
Karel I. Robert navštívil Žilinu v roce 1321. Udělil jí privilegia – mílové právo, právo rybolovu a tržní právo. V roce 1325 dostal první známý rychtář Žiliny Ján Petzold do dědičného pronájmu osadu Krásno. Jeho syn Dominik sloužil v armádě u krále Ludvíka I. Velikého z roku Anjouovců.

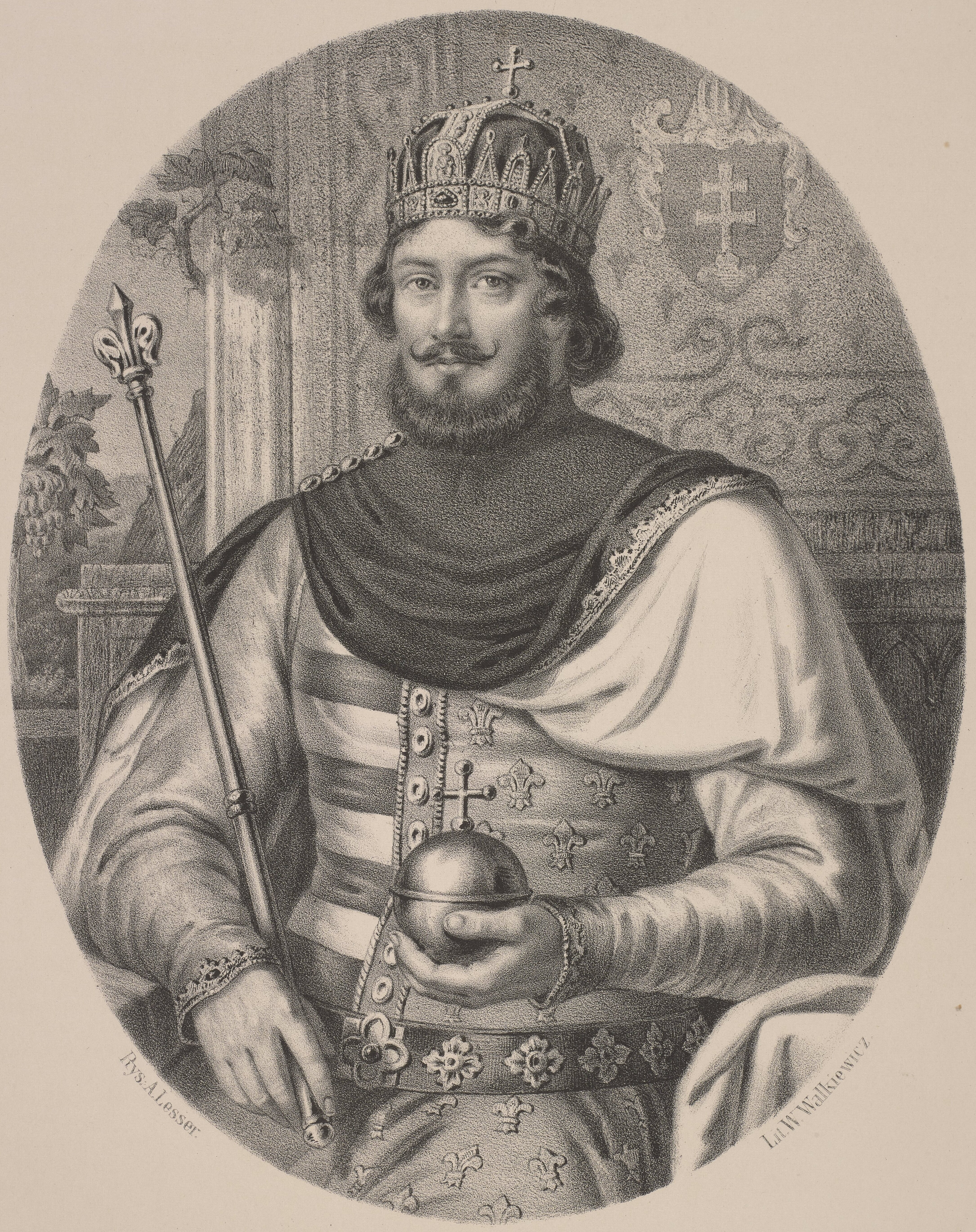
Ludvík I. Veliký

#### Král Ludvík I. Velký
Žilina dostala od Ludvíka I. Velikého právo výročního trhu (jarmarku) v roce 1357. Tato výsada byla nepochybně důležitým impulsem pro rozmach řemesel i obchodu ve městě a nezbytným právním předpokladem zajištění prosperity jeho obyvatel. V roce 1364 dal vybudovat cestu z Pováží do Košic. Žilina byla jedním z míst, ve kterých se vybíralo mýtné. Cesta měla název "Cesta královského kurýra". V roce 1369 zakazuje Ludvík I. Veliký používat Žilině těšínské právo. Město začalo používat právo, kterým se řídilo město Krupina. Šlo o německé magdeburské právo, které znamenalo zlepšení postavení měšťanů a omezení práv dědičného rychtáře.
7. května 1381 získalo slovenské obyvatelstvo mající převahu v počtu obyvatel rovnoprávnost s německými kolonisty listinou Privilegium pro Slavis. Byla vydána uherským a polským králem Ludvíkem I. Velikým. Listina stanovila podíl počtu členů městské rady (polovina Slováků a polovina Němců v poměru 6:6). Listina je dokladem, že už v tomto období si Slováci uvědomovali svůj původ a národnost. Originál listiny se nedochoval, existuje jen kopie, kterou vyrobili v Kláštoru pod Znievom. Od roku 1382 byla Žilina podřízena na základě listiny taverníkovi, který měl řešit stížnosti obyvatel města a bránit jejich výsady.

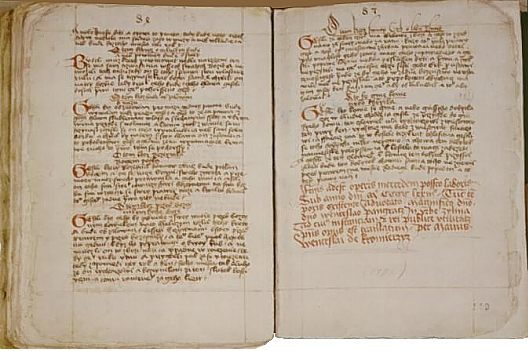
Žilinská městská kniha

#### Žilinská městská kniha
V období krále Ludvíka I. vzniká i Žilinská městská kniha, významná literární a právní památka. Obsahuje přepis magdeburského práva, který vyhotovil Mikuláš z Lukové, čili právo používané v městě Krupina, hospodářské zápisy ve městě, soudní zápisy a zápisy z městské rady v Žilině. Knihu tvoří 149 popsaných listů nacházejících se v kožené vazbě s rozměry 29 × 22 cm. První zápis v češtině se v knize objevil v roce 1451. Poslední zápisy v knize pocházejí z roku 1561. Je nejstarší a nejvýznamnější jazykovou a právní památkou Slovenska a má středoevropský význam.

#### Zikmund Lucemburský

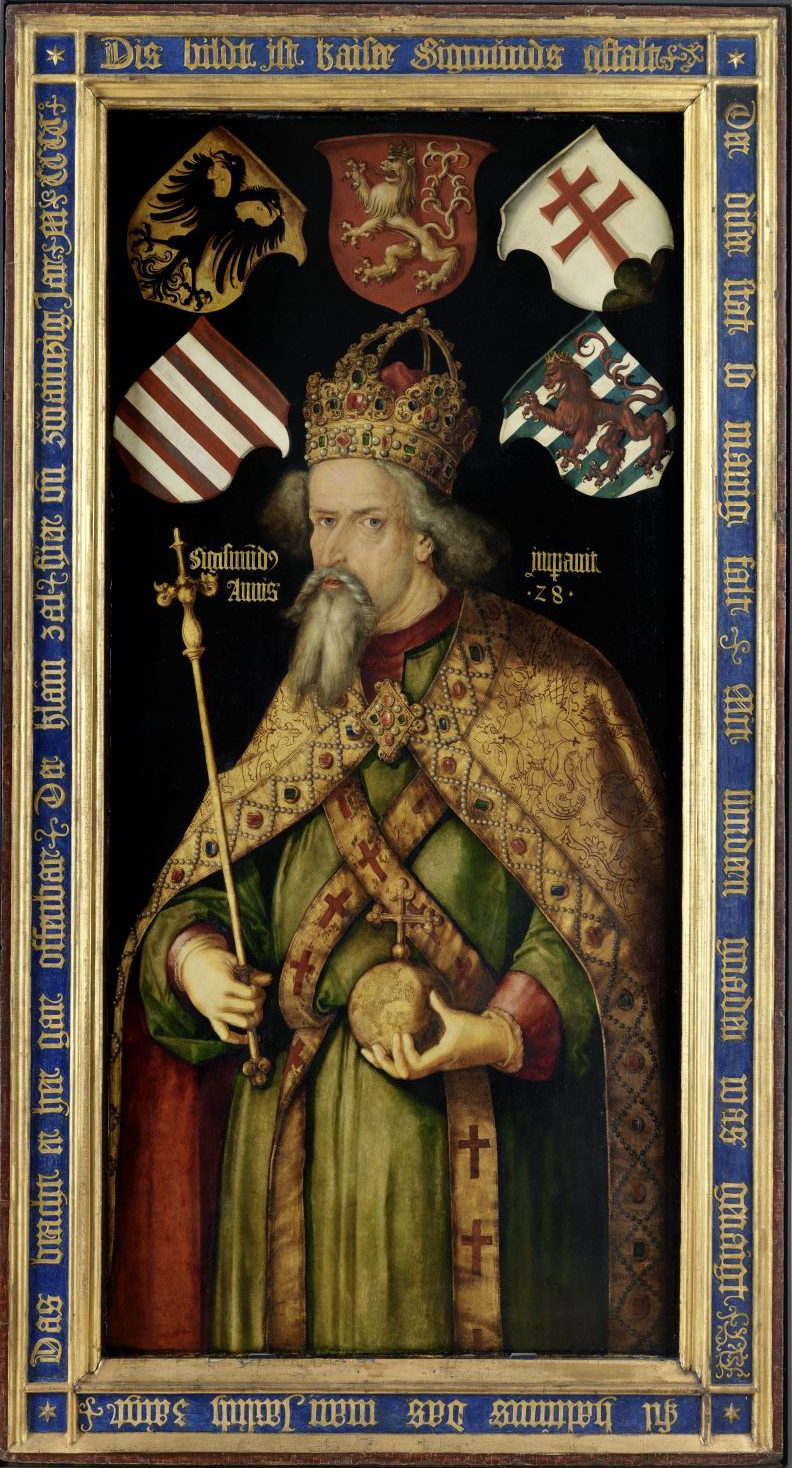
Zikmund Lucemburský

Zikmund Lucemburský v roce 1397 potvrdil Žilině původní výsady a na 10 let ji osvobodil od plnění pohraničního cla. Znamená to, že v Žilině byli obchodníci, kteří se zabývali dálkovým obchodem. V roce 1405 se Žilina zúčastnila zemského shromáždění královských měst, městeček a svobodných obcí v Budíně, což svědčí o počátcích jejího hospodářského rozmachu. Zikmund vydal malý dekret a privilegium, ve kterém dal příkaz k opevnění města. Během let 1431 až 1434 Žilinu dvakrát dobyla a vypálila husitská vojska a na určitý čas město upadlo. Radnice tehdy stála pravděpodobně někde ve středu města, ale od této doby až dodnes je prvním domem na východní straně. Žilina v tomto období upadla. Vpád husitů zanechal důsledky na postavení Němců v Žilině. Žilina se stává slovenským městem, v městské radě se objevuje málo Němců, v žilinské městské knize se začíná psát slovakizovanou češtinou.

### Obyvatelstvo v historii
V 14. století měla Žilina kolem 100 domů a 800 obyvatel. Na konci století se pravděpodobně začala stavět předměstí – Kálov a Předměstí (Předměstská ulice). Tím se zvýšil počet domů i obyvatel města a město se zařadilo mezi větší malá města s 1000–2000 obyvateli. Tento stav přetrval až do 17. století. Obyvatelstvo tvořili plnoprávní měšťané a městská chudina. Plnoprávní měšťané měli domovní právo vážící se k domu a gruntu. Patřily k nim městští patricijové, řemeslníci a obchodníci, kteří bydleli na rynku nebo v jeho blízkosti. Patricijové byli nejbohatší rody, které se podílely na správě města v městské radě (lokátoři).

### Žilina v letech 1438–1521
Od roku 1422 se pravděpodobně volil volený rychtář (dříve dědičný) na jeden rok. Jisté je to od roku 1475 (až na výjimku – Blažeje a Doroty Podmanické, kteří se zmocnili Žiliny v letech 1479–1483).

#### První most u Žiliny
Z roku 1438 pochází nejstarší zmínka o mostu přes Váh u Budatína. Most umožnil lepší spojení s kysuckými obchodníky, ale také s obchodníky ze zahraničí: Polska, Česka a Německa. Na mostě se vybíralo mýto, jakož i na "Cestě královského kurýra", která vedla od Pováží až do Košic.

#### Matyáš Korvín

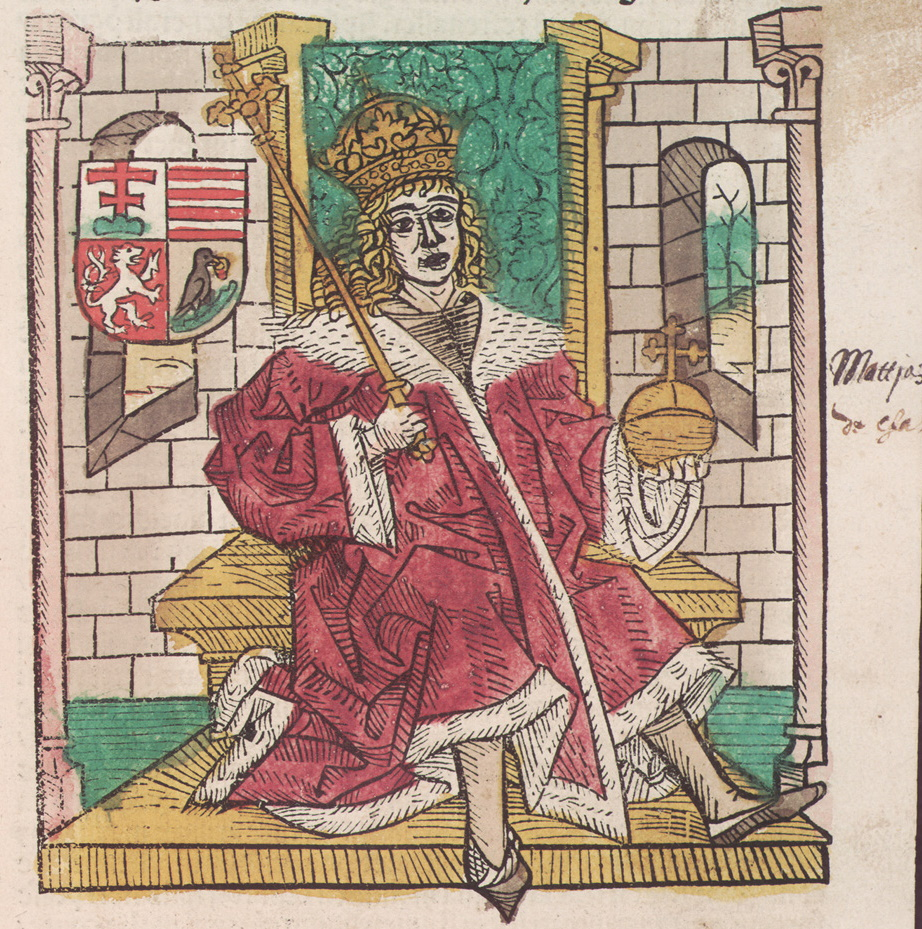
Matyáš Korvín

Král Matyáš Korvín povolil Žiliňanům konání výročního trhu na Michala a v roce 1458 je osvobodil na dva roky od placení pohraničního cla. V roce 1474 osvobodil Žilinu na tři roky (1477) od placení mimořádných daní s podmínkou, že si vybuduje opevnění. Výstavbou zděného opevnění by Žilina směřovala ke zlepšení svého postavení – stát se svobodným královským městem, což by jí přineslo více svobod a hospodářských výhod. Město však postupně budovalo jen kamenné náspy – valy, svobodným královským městem nikdy nebylo.

#### Školství
V roce 1469 je poprvé vzpomínána městská církevní škola a její učitel mistr Ján, který byl prvním městským písařem. Škola sídlila v budově při farním kostele, kde se dnes nachází Městské divadlo.

#### Řemeslná výroba
V tomto období byla Žilina významným centrem řemeslnické výroby. V 14. století existovalo v Žilině několik řemesel, v 15. století se začali řemeslníci spojovat do cechů, které ochraňovaly jejich hospodářské zájmy. Artikuly cechu kožešníků pocházejí z roku 1488. V následujících letech vznikly krejčovský, řeznický, kovářský, soukenický cech a další. Na čele cechu byl cechmistr. Cechmistr spravoval jednu dílnu. V ceších nechyběl písař, šafář, tovaryši a stážisté. Cechy řídily život členů města. Shromáždění kolem cechů se vyhlašovala vyvěšením svolávacích tabulek. Konala se většinou na rynku (dnešní Mariánské náměstí).

#### Ludvík Jagellonský

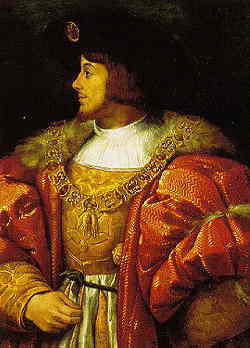
Ludvík Jagellonský

Ludvík Jagellonský daroval v roce 1508 Žilinu Jánovi Podmanickému, který se chtěl zmocnit žilinského rychtářství. Ve dvacátých letech Žilina patřila pod rod Zápolských. Stala se typickým zeměpanským městem.
V roce 1521 město postihl velký požár. Původní domy, které od počátků vzniku města stály na náměstí, byly přestavěny v renesančním slohu.

### Seznam nejvyšších představitelů Žiliny v letech 1325–1520
| Rok       | Představitel             | Status | Rok       | Představitel       | Status |
| --------- | ------------------------ | ------ | --------- | ------------------ | ------ |
| 1325–?    | Ján Pezold               | DR     | 1479–1481 | Matej Kotrša       | VR     |
| ?–1352    | Dominik Pezold           | DR     | 1479–?    | Blažej Podmanický  | DR     |
| 1352–?    | Mikuláš Pezold           | DR     | 1480–1483 | Dorota Podmanická  | DR     |
| ?–1418    | Ján Pezold, syn Mikuláše | DR     | 1481–1482 | Mikuláš Masar      | VR     |
| 1419–1420 | Jokl Smyt                | VR     | 1485–?    | Matej Kotrša       | VR     |
| 1420–1422 | Jeroným                  | DR     | 1488–1489 | Štefan Sokot       | VR     |
| 1423–1424 | Jokl Smyt                | VR     | 1492–1493 | Jeroným Švec       | VR     |
| 1426–?    | Ondrej, magister         | VR     | 1493      | Michal Mako        | VR     |
| 1428      | Jokl Smyt                | VR     | 1494–?    | Gašpar Vrtiak      | VR     |
| 1429–?    | Juraj Altdorff           | VR     | 1497      | Melchior Hrabovský | VR     |
| 1439–?    | Martin Polakovič (Polak) | VR     | 1498–?    | Matej              | VR     |
| 1444–?    | Ladislav Uhrinovič       | VR     | 1501–?    | Štefan Gardoš      | VR     |
| 1450–1451 | Gallus                   | VR     | 1508–1509 | Ondrej Babčanský   | VR     |
| 1453–1454 | Martin Polakovič         | VR     | 1507      | Matej Kropač       | VR     |
| 1455–?    | Juraj z Oblahova         | VR     | 1507      | Abraham            | VR     |
| 1457–?    | Mikuš (Mikuláš)          | VR     | 1508–1509 | Ondrej Babčanský   | VR     |
| 1459–1468 | Peter Polak              | VR     | 1511–?    | Martin Banovsky    | VR     |
| 1468–1469 | Matúš Manko              | DR     | 1513–?    | Ondrej Babčanský   | VR     |
| 1469–1472 | Martin Manko (Medveď)    | DR     | 1515–?    | Juraj Krok         | VR     |
| 1472–1474 | Václav Pongrác           | DR     | 1517      | Abraham            | VR     |
| 1475–?    | Matej Kotrša             | VR     | 1518–?    | Martin Miška       | VR     |
| 1477–1478 | Mikuláš Masar            | VR     | 1519–1520 | Michal Podmanický  | DR     |

Od roku 1520 až do roku 1848 měla Žilina jen volené rychtáře. Ve funkci působili od dubna uvedeného roku až do volby nového rychtáře v dubnu následujícího roku. Od roku 1771 působili rychtáři ve funkci od 1. listopadu předcházejícího roku do 1. listopadu uvedeného roku.
| Znak | Vysvětlivka                     |
| ---- | ------------------------------- |
| ?    | přesné datum není možné zjistit |
| DR   | dědičný rychtář                 |
| VR   | volený rychtář                  |
| MM   | jmenovaný purkmistr             |
| VM   | volený purkmistr                |
| VP   | volený předseda                 |
| MP   | jmenovaný předseda              |
| VS   | volený starosta                 |

## Žilina za pozdního feudalismu (1526–1848)

### Období bojů feudálů v 1. polovině 16. století
Bitva u Moháče v roce 1526 ovlivnila další rozvoj a život Žiliny. Nastal čas válek, bojů a povstání. Jan Zápolský dal město do zástavy velmoži Burianovi Světlovskému z Vlčnova. Pak ho daroval Mikuláši Kostkovi, ten ale porušoval jeho výsady. Jan Zápolský proto potvrdil výsady Karla Roberta a Marie I. V roce 1540 se do Žiliny nastěhovali ozbrojenci Podmanických s úmyslem získat město. Farní kostel přebudovali na pevnost. Po smrti Jana Zápolského panovník Uherska Ferdinand I. Habsburský odňal Žilinu Kostkovým za neposlušnost a daroval ji Podmanickým. Ne však na dlouho, neboť v roce 1548 vznikla další dohoda mezi feudály, na jejímž základě získali Žilinu Kostkovci a Podmančtí Bytču a Hričov (Horný Hričov a Dolný Hričov). Období těchto feudálních bojů znamenalo pro Žilinu pokles počtu obyvatelstva.
V 16. století se Žilina stala střediskem reformace. V roce 1542 je zmiňována protestantská škola vyššího typu – akademie. Sídlila ve stejné budově jako stará městská škola a přetrvala až do počátku 18. století. Studovali zde i zahraniční studenti a učily zde osobnosti církevního života a spisovatelé (J. Bánovský, E. Ladiver st., E. Ladiver ml., S. Nigríni, M. Ascanius – Haško) Po smrti Mikuláše Kostky se majitelem Žiliny stal Štefan Deršfi. Po něm byl nájemníkům města za nedospělého Mikuláše Deršfiho Ladislav Révay, který krutě zacházel se Žiliňany, za což byl napomenut králem.
První písemná zmínka o žilinském gymnáziu (akademii) pochází z roku 1542. Od roku 1665 působila v Žilině první tiskařská dílna. V roce 1691 zřídili jezuité ve městě nižší gymnázium.

### Období rozkvětu Žiliny (konec 16. století – konec 17. století)

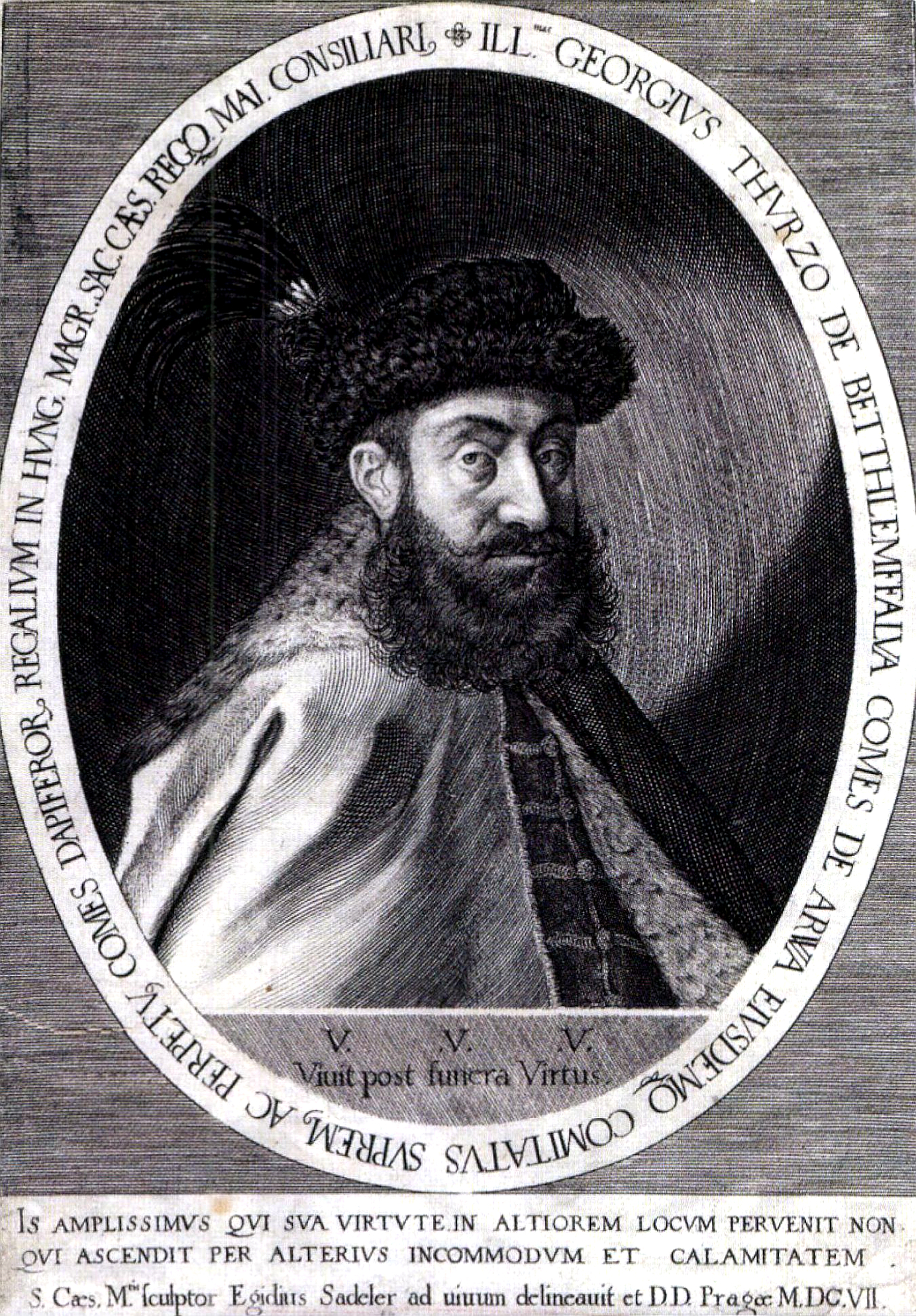
Juraj VII. Turzo

Na přelomu 16. a 17. století se Žilina rozvinula, stala se významným hospodářským centrem širokého okolí. Dvakrát do týdne se zde konaly trhy a šestkrát do roka jarmarky, před nimiž byly dobytčí trhy. Trhy a jarmarky hrály významnou roli v rámci celé země. Největší rozvoj zaznamenala řemeslná výroba a obchod. Žilinští obchodníci byli osvobozeni od mýta a chráněni privilegii. Řemeslná výroba se soustředila v Čechách. Nejvýznamnější byl soukenický cech, který měl artikule z roku 1569. V době největšího rozmachu se v 120–150 soukenických dílnách vyrobilo 50 000 metrů látky. Cechové dílny se soustředily na ulicích kolem Čepielu. Sukno se vyrábělo z ovčí vlny. Nejznámější bylo červené a bílé sukno. Druhým cechem bylo řeznictví s dílnami na dnešní Bottově ulici. Jatka stála někde pod farním kostelem. Dalšími cechy byli mlynáři, kožešníci, krejčí, kováři, hrnčíři, truhláři, bednáři a jiní. V období největšího rozkvětu pracovalo v Žilině asi 200 řemeslnických dílen (z toho 150 soukenických) sdružených do osmnácti cechů.
Město získávalo příjmy z daní řemeslníků a obchodníků, mýta, provozu svých polí, tří mlýnů, pily, pivovaru, prodeje dřeva, vorů a alkoholu. Vlastnilo osady na Kysucích. Například Krásno nad Kysucou. Výdaje směřovaly na provoz radnice, špitálu, kostelů, hospodářských budov a svých zaměstnanců.
V roce 1610 se pod patronátem palatina Juraje Turza konala nejvýznamnější událost reformace v Žilině. Zástupci evangelické církve se sešli na Žilinské synodě. Synod dokončila organizaci evangelické církve na Slovensku, kterou se i formálně odtrhla od katolické církve.
Rozvoji Žiliny nezabránily ani protihabsburská stavovská povstání, třicetiletá válka a války s Turky. Žiliňané zorganizovali i vlastní domobranu, která úspěšně odrazila některé útoky. Rozvoj přetrval až do konce 17. století.
Dalšími majiteli Žiliny byli Mikuláš Esterházy, Štefan Vešeléni a František Vešeléni. Jako poddanské město si zachovala všechna práva svobodného města (opevnění, právo volit rychtáře a obecní orgány, patronátní právo, právo meče, osvobození zpod cizích soudů, mýtné, mílové právo i právo rybolovu). Rozvoj skončil v posledních desetiletích 17. století. V roce 1671 se František Vešeléni neúspěšně pokusil o spiknutí proti králi Leopoldovi I., jemuž město připadlo jako konfiskát. V roce 1665 vznikla v Žilině na Bottově ulici tiskařská dílna Jána Dadana, v níž se tiskla zejména církevní literatura. Přetrvala až do roku 1704.

#### Seznam nejvyšších představitelů Žiliny v letech 1524–1646
Od roku 1520 až do roku 1848 měla Žilina jen volené rychtáře. Ve funkci působili od duben a uvedeného roku až do volby nového rychtáře v dubnu i následujícího roku. Od roku 1771 působili rychtáři ve funkci od 1. listopadu předcházejícího roku do 1. listopadu uvedeného roku.
| Rok       | Predstaviteľ             | Status | Rok       | Predstaviteľ             | Status |
| --------- | ------------------------ | ------ | --------- | ------------------------ | ------ |
| 1524–?    | Ondrej Hartunek          | VR     | 1589      | Ján Bánovsky             | VR     |
| 1527      | Mikuláš Melicher         | VR     | 1590      | Ján Košian               | VR     |
| 1528      | Juraj Babčanský          | VR     | 1591      | Gašpar Košela            | VR     |
| 1529      | Martin Miška             | VR     | 1592      | Ján Oparel               | VR     |
| 1530–1531 | Mikuláš Melicher         | VR     | 1593      | Ján Košian               | VR     |
| 1532      | Ondrej Hartunek          | VR     | 1594      | Gašpar Kapist            | VR     |
| 1533–1534 | Mikuláš Melicher         | VR     | 1595      | Michal Košian            | VR     |
| 1535      | Michal Zapara            | VR     | 1596      | Gašpar Košela            | VR     |
| 1536      | Abraham                  | VR     | 1597–1598 | Apollon Militius-Mlynský | VR     |
| 1537–1538 | Juraj Andreaš            | VR     | 1599      | Ján Oparel               | VR     |
| 1539      | Ondrej Bohdal            | VR     | 1600      | Mikuláš Cingel           | VR     |
| 1540      | Burian Hodul             | VR     | 1601      | Juraj Hrabovský          | VR     |
| 1541      | Ján Haško                | VR     | 1602      | Mikuláš Mastihlávka      | VR     |
| 1542      | Ziseta                   | VR     | 1603      | Ján Dlabač               | VR     |
| 1543      | Kriško                   | VR     | 1604      | Ján Košian               | VR     |
| 1544      | Michal Zapara            | VR     | 1605      | Mikuláš Bohdal           | VR     |
| 1546      | Juraj Ondruško           | VR     | 1606      | Ján Mlynárik             | VR     |
| 1547      | Michal Zapara            | VR     | 1607      | Ján Dias                 | VR     |
| 1548      | Ján Bohdal               | VR     | 1608      | Mikuláš Bohdal           | VR     |
| 1549      | Juraj Ondruško           | VR     | 1609      | Juraj Lipovský           | VR     |
| 1550      | Juraj Bánovský           | VR     | 1610      | Ján Dias                 | VR     |
| 1551      | Ján Haško                | VR     | 1611      | Baltazár Košela          | VR     |
| 1552      | Martin Sedlý             | VR     | 1612      | Matej Pokorný            | VR     |
| 1553      | Juraj Bánovský           | VR     | 1613      | Ján Košian               | VR     |
| 1554      | Michal Sladký            | VR     | 1614      | Juraj Lipovský           | VR     |
| 1554      | Ján Bohdal               | VR     | 1615      | Baltazár Košela          | VR     |
| 1555      | Michal Sonučka           | VR     | 1616      | Ján Dias                 | VR     |
| 1556      | Matúš Rozgoň             | VR     | 1617      | Apollon Militius-Mlynský | VR     |
| 1557      | Ján Bohdal               | VR     | 1618      | Daniel Skalka            | VR     |
| 1558      | Matej Ballo              | VR     | 1619      | Štefan Stráňavský        | VR     |
| 1559      | Matúš Rozgoň             | VR     | 1620      | Juraj Brezanský          | VR     |
| 1560      | Juraj Ondrušku           | VR     | 1621      | Ján Strániavský          | VR     |
| 1561      | Ján Nemec                | VR     | 1622      | Daniel Skalka            | VR     |
| 1562      | Ján Bohdal               | VR     | 1623      | Apollon Militius-Mlynský | VR     |
| 1563      | Juraj Mako               | VR     | 1624      | Ján Kohut                | VR     |
| 1564      | Martin Vestrč            | VR     | 1625      | Juraj Lipovský           | VR     |
| 1565–1567 | Jeroným Bohdal           | VR     | 1626      | Jeremiáš Fabricius       | VR     |
| 1568      | Burian Hodul             | VR     | 1627      | Jan Kohut                | VR     |
| 1568      | Ján Bohdal               | VR     | 1628      | Gašpar Mattušek          | VR     |
| 1571      | Lukáč Dias               | VR     | 1629      | Juraj Brezanský          | VR     |
| 1572      | Ján Fratryk              | VR     | 1630      | Mikuláš Mlynárik         | VR     |
| 1573      | Ján Bohdal               | VR     | 1631      | Juraj Lipovský           | VR     |
| 1574      | Burian Hodul             | VR     | 1632      | Martin Povrazník         | VR     |
| 1575      | Melichar Mikunda         | VR     | 1633      | Baltazár Košela          | VR     |
| 1576      | Gašpar Košela            | VR     | 1634      | Gašpar Kosian            | VR     |
| 1577      | Ján Schvab               | VR     | 1635      | Martin Povrazník         | VR     |
| 1578      | Melichar Mikunda         | VR     | 1636      | Jakub Nosko              | VR     |
| 1579      | Martin Gallo             | VR     | 1637      | Gašpar Chreno            | VR     |
| 1580      | Burian Hodul             | VR     | 1638      | Ján Košela               | VR     |
| 1581      | Michal Cigány            | VR     | 1639      | Jeremiáš Fabricius       | VR     |
| 1582      | Melichar Mikunda         | VR     | 1640      | Michal Oškerdský         | VR     |
| 1583      | Ján Bánovsky             | VR     | 1641      | Ján Stráňovský           | VR     |
| 1584      | Gašpar Košela            | VR     | 1642      | Gašpar Chreno            | VR     |
| 1585      | Melichar Mikunda         | VR     | 1643      | Ján Janáč                | VR     |
| 1586      | Matej Sogil              | VR     | 1644      | Ondrej Madidus           | VR     |
| 1587      | Apollon Militius-Mlynský | VR     | 1645      | Ján Košela               | VR     |
| 1588      | Melichar Mikunda         | VR     | 1646      | Martin Skalka            | VR     |

| Znak | Vysvětlivka                     |
| ---- | ------------------------------- |
| ?    | presné datum není možné zjistit |
| DR   | dědičný rychtář                 |
| VR   | volený rychtář                  |
| MM   | jmenovaný purkmistr             |
| VM   | volený purkmistr                |
| VP   | volený předseda                 |
| MP   | jmenovaný předseda              |
| VS   | volený starosta                 |

### Vývoj v období od konce 17. století po rok 1848

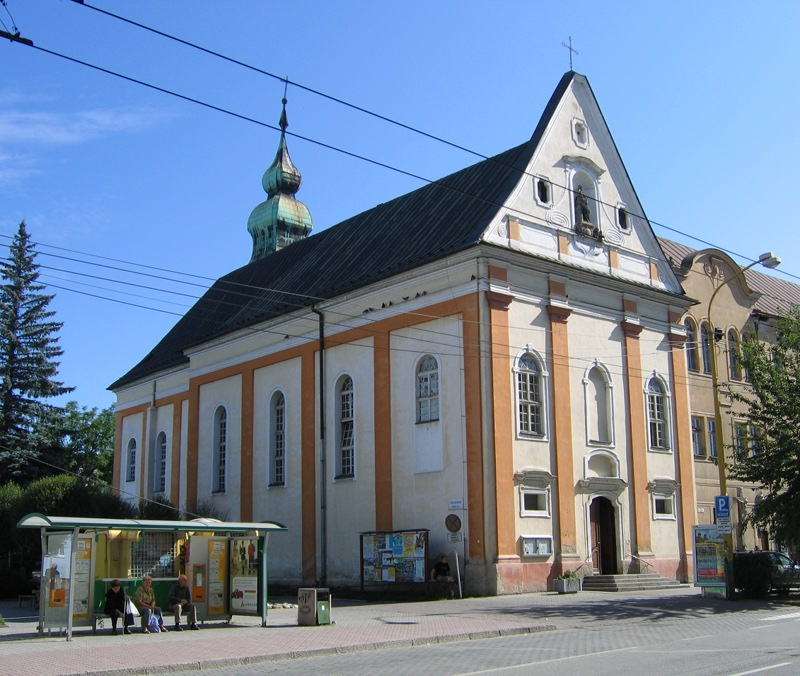
Dnešní Kostel sv. Barbory na Hurbanově ulici

V roce 1678 vznikl v Žilině požár a o rok později se rozšířil mor. Žilinou prošlo několik vojsk účastnících se protihabsburských stavovských povstání a protitureckých bojů. Při povstání Imricha Tökölyho bylo zničeno žilinské předměstí. V roce 1685 přišli do Žiliny jezuité, kteří zde o šest let později založili gymnázium. Sídlilo v domě na rynku (dnešní Mariánské náměstí), kde byl později zřízený jezuitský klášter. Dochází k rekatolizaci, farní kostel připadl katolíkům. Na pomoc rekatolizaci přicházejí i františkáni. V roce 1686 připadla Žilina Pavlovi Esterházymu, který podporoval rekatolizaci. O pět let později s ním uzavřela Žilina nerovnou dohodu, v níž se musela vzdát většiny privilegií. Začalo období úpadku. V roce 1700 žilo ve městě 2 682 obyvatel. V letech 1710–1713 město postihují další morové epidemie.

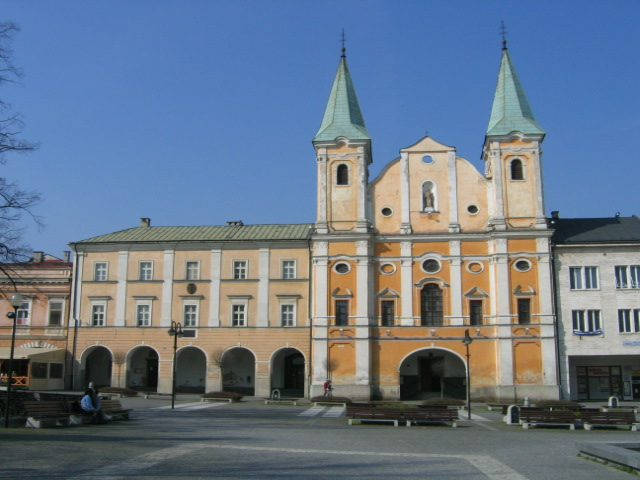
Dnešní Kostel Obrácení svatého Pavla na Mariánském náměstí

V roce 1723 začali františkáni s výstavbou Kostela svaté Barbory a o dvacet let později začala výstavba jezuitského kostela s klášterem přímo na rynku (Kostel Obrácení svatého Pavla). Na počest završení rekatolizace v roce 1738, dostala Žilina sochu Immaculaty – Neposkvrněné Panny Marie, která stojí na dnešním Mariánském náměstí. Od roku 1776 do roku 1850 spravovali františkáni žilinské gymnázium. V 18. století se udály další změny ve volbě rychtáře. Rychtář byl volen ze tří kandidátů a schvalován pánům. Podstatnou část příjmů města tvořily (kromě poplatků) užitky z majetků města, které byly dávány do pronájmu.
V letech 1744 a 1756 postihly Žilinu další požáry. Cechy, které již v polovině 18. století nebyly konkurenceschopné a navíc byly zaostalé, začaly být nahrazovány manufakturami. Například roku 1760 vznikla v Tepličce nad Váhom manufaktura na plátno.
Starý špitál stál na konci Kálova, ale zničila ho povodeň. Přemístili ho na Bratislavskou cestu. V roce 1831 postihuje Žilinu cholera, o dva roky později biskup Jozef Vuruma zřídil sirotčinec v budově někdejšího gymnázia vedle sirotářskeho kostela.

## Novověká Žilina (po roce 1848)

### Proměny města po roce 1848
V roce 1848 město zachvátil velký požár. Ve stejném roce bylo zbořeno městské opevnění a město se začalo územně rozrůstat. Po zrušení poddanství (v březnu 1848) se Žilina zařadila mezi malá svobodná města (do 12 000 obyvatel – k počtu obyvatel jsou připsány i okolní části). Významnou událostí bylo vítězství slovenského dobrovolníků nad maďarskými gardami v bitvě u Budatína. Po skončení bojů, 4. ledna 1849, vystoupili Ľudovít Štúr a Jozef Miloslav Hurban před domem bývalé lékárny na dnešním Mariánském náměstí, kde se dnes nachází pamětní tabule. Vyzvali Žiliňany k boji za národní zájmy. V roce 1850 měla Žilina 2 326 obyvatel. Okolní města však byla rozvinutější a měla i více obyvatel. V polovině 19. století v Žilině stále existují řemesla, jejich výrobky však mají špatný odbyt a jsou zastaralé. V roce 1856 vznikla průmyslově-stavební škola. Dva roky nato postihlo Žilinu zemětřesení. Na konci 19. století se Žilina hospodářský rozvinula.

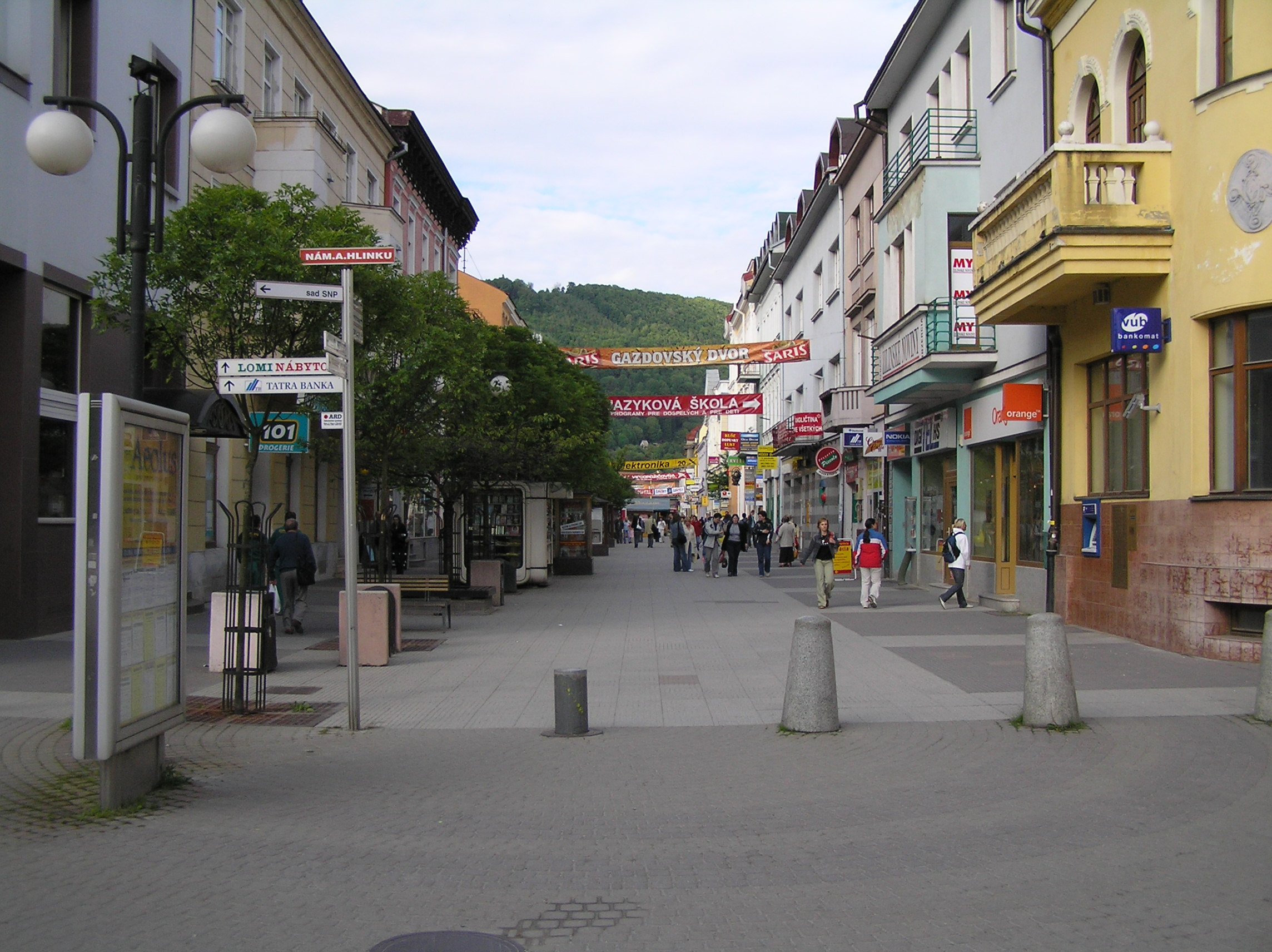
V roce 1870/1872 byla postavena Železniční ulice, dnešní Národní ulice

 V letech 1870–1872 byla zbudována významná železniční trať z Bohumína do Košic (Košicko-bohumínská železnice), procházející přes Žilinu. Tehdy vznikla Národní ulice (tehdejší Železniční ulice), na jejímž konci stála původní budova železniční stanice. V roce 1883 byla dobudována Povážská železnice, která končí v dnešní Nové Žilině. V roce 1899 byla uvedena do provozu Rajecká železnice. Město se stalo významným železničním uzlem. V roce 1874 vydal Alexander Lombardini podle rukopisu historika Ľ. Starka první knihu o dějinách Žiliny – Stručný dějepis svobodného města Žilina.

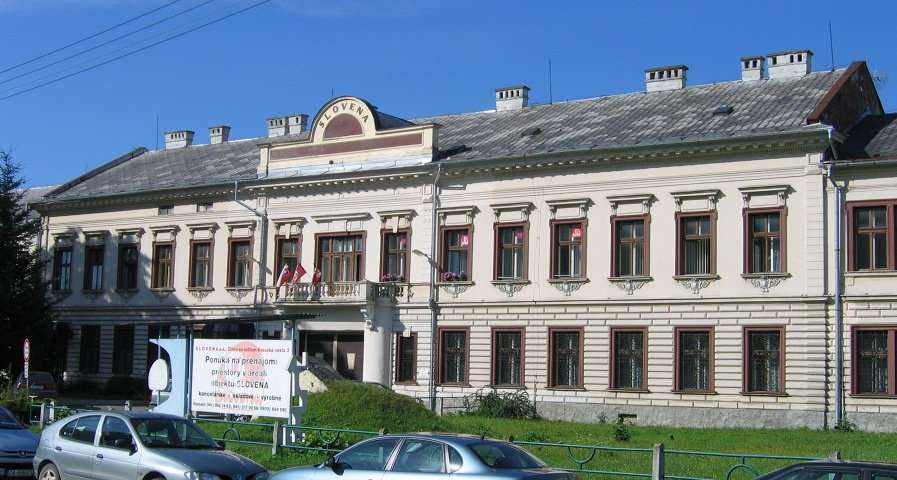
Súkenka (dnes továrna Slovena) byla nejstarší uherskou továrnou na vlněné látky

Do Žiliny proniká cizí kapitál, čemuž se brání slovenští podnikatelé zakládáním nových podniků (spořitelna, úvěrový ústav). Koncem 19. století v územně se rozrůstající Žilině vznikají první průmyslové závody. Nejstarší byla Uherská továrna na vlněné látky, vojenské sukno a čalouny (lidově Súkenka, dnes Slovena). Poskytovala pracovní možnosti zejména pro lidi postižené požárem, který zachvátil Žilinu v roce 1886. Založil ji v roce 1890 brněnský podnikatel Karel Löwy. V roce 1893 byla založena továrna Hungária – Uherská společnost na výrobu kyseliny sírové, umělých hnojiv a chemických produktů, dnes Považské chemické závody. Ve stejném roce postavili u Rajčanky elektrotechnický závod Helios. Podnik vyráběl dynama a elektromotory, později i telefonní a elektrická signalizační zařízení. Na Rajčance byla postavena i vodní elektrárna. V letech 1874–1911 byla Žilina zařazena mezi velké obce, čímž se snížily její poplatky. V jejím čele stálo obecní zastupitelstvo s voleným rychtářem.
Od poloviny 19. století do začátku 20. století počet obyvatel Žiliny vzrůstal. V roce 1900 měla 5 000 obyvatel, ale počet mohl být ještě vyšší, kdyby někteří lidé nevycestovali do Ameriky za lepším životem. Do města přicházeli venkované, kteří našli práci v továrnách. Přišli i cizinci – Češi a Židé (finančníci). V roce 1903 se ve městě konala Hornouherská průmyslová výstava, která měla význam pro rozvoj ekonomiky Slovenska a také Žiliny. Další závody vznikají i začátkem 20. století, především továrna na výrobu celulózy (1905) – dnes Tento, a. s., továrna na výrobu dehtu (1907) – dnešní Drevoindustria, a. s., továrna na zápalky (1915), dnes již zrušena. Když už vodní elektrárna pro Žilinu nestačila, v roce 1908 postavili novou – parní elektrárnu mezi Ulicí republiky a Ulicí M. R. Štefánika. Používala kamenné uhlí z okolí Ostravy. V letech 1907–1908 ve městě byla zřízena kanalizace a vodovod, telefon, telegraf, zavedena elektřina. V tomto období se začíná v rámci žilinské reálky ve městě rozvíjet sport. V roce 1908 vznikl Zsolnai Testgyakorlók Köre – nynější MŠK Žilina. V roce 1911 měla Žilina 11 000 obyvatel, z toho Slováků byla drtivá většina. Svědčilo o tom i národní povědomí žilinské inteligence.
Oční nemocnice vznikla na místě dnešní nemocnice s poliklinikou. Rozrůstala se a přibyly v ní nové pavilony, které dosud existují. Jejím zakladatelem byl Vojtech Spanyol, který studoval i na žilinském gymnáziu. Významní žilinští lékaři byli I. P. Makovický, který odešel do Ruska a stal se tam osobním lékařem spisovatele L. N. Tolstého, a Ivan Hálek, který od roku 1905 působil jako lékař v Žilině, v roce 1919 se stal vládním referentem pro správu Slovenska se sídlem v Žilině a v Bytčici založil v roce 1922 dětskou nemocnici.

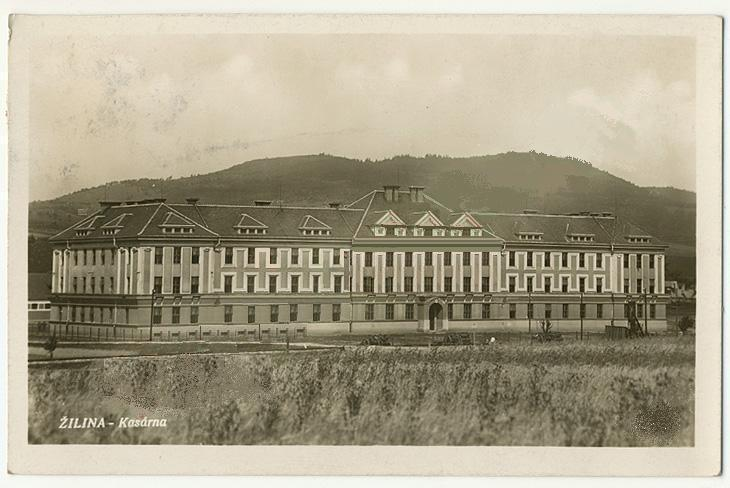
Během první světové války byl v prostoru dnešních kasáren zřízen zajatecký tábor a také vojenská nemocnice, do které byli přiváženi ranění z fronty

31. května 1912 byla v Žilině založena první politická strana – Sociálně demokratická strana. V roce 1913 vznikla Slovenská lidová strana. Jejím předsedou se stal Andrej Hlinka. Když v červenci 1914 vypukla první světová válka, činnost politických stran a odborů byla přerušena. Válka a válečné hospodářství postihlo všechny vrstvy obyvatelstva. Zvláštní skupinu tvořili váleční zajatci. Zajatecký tábor byl zřízen i v Žilině v prostoru dnešních kasáren na Rajecké cestě. Zajatci pracovali i v některých žilinských závodech. V žilinských kasárnách byla zřízena dočasná vojenská nemocnice, kam přiváželi raněné z fronty. Velký vojenský hřbitov padlých v první světové válce byl zbudován na místě dnešní estakády při městském hřbitově. V Žilině se vícekrát konaly stávky za zlepšení životní úrovně dělníů, na kterých vyjádřili i své politické požadavky. V červnu 1918 se konala celouherská stávka za ukončení války. Lidé vyšli do ulic i tehdy v Žilině.

### Žilina v Československu
Žilina byla třetím nejrychleji se rozvíjejícím město na Slovensku. Rozvoj průmyslu a obchodu znamenal rozvoj města, změnu národnostní struktury a sociální skladby.

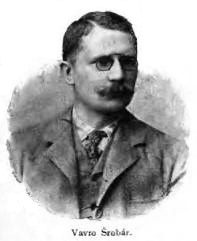
Vavro Šrobár

Roku 1919 měla Žilina už 11 996 obyvatel, z toho:
- 10 313 "Čechoslováků"
- 742 Maďarů
- 590 Němců
- 8 Rusínů
- 343 představitelů jiných národností.

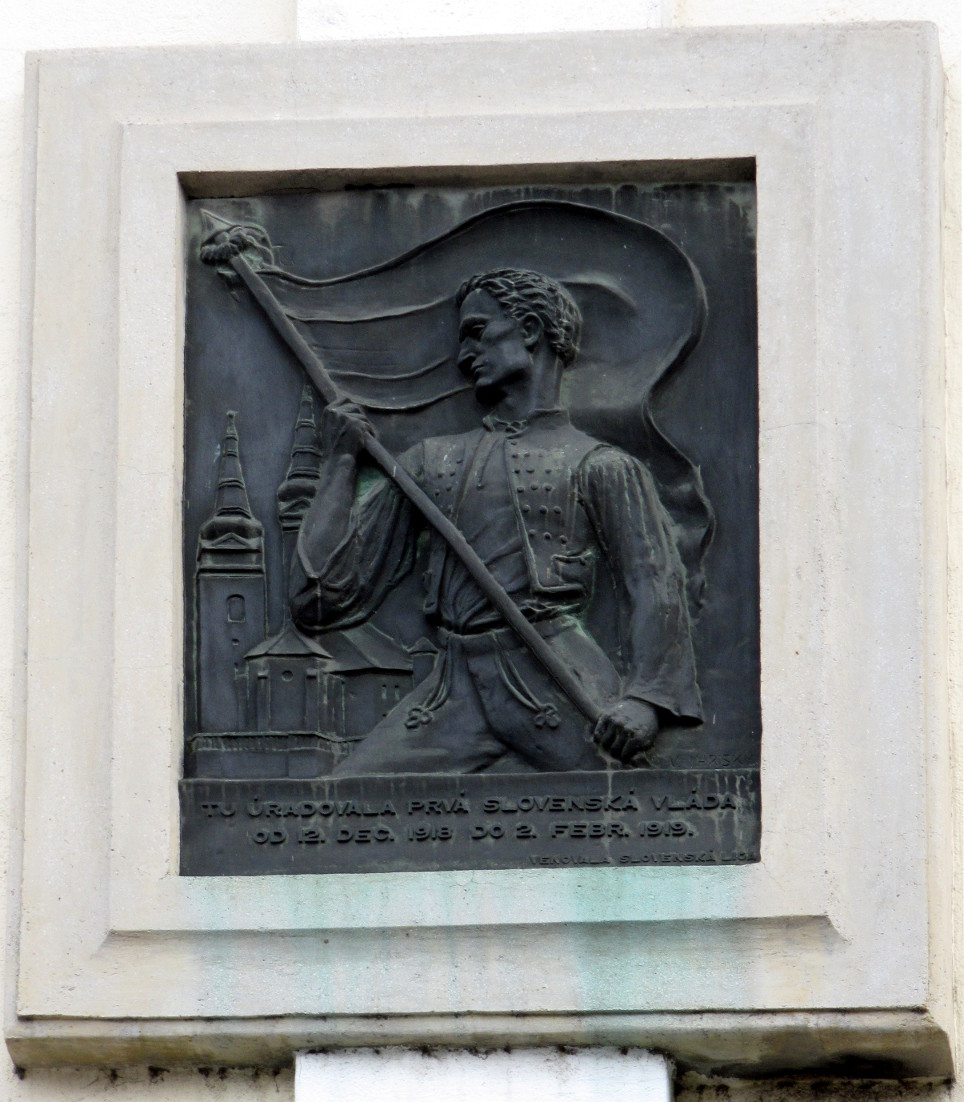
Pamětní tabule na počest Šrobárovy vlády

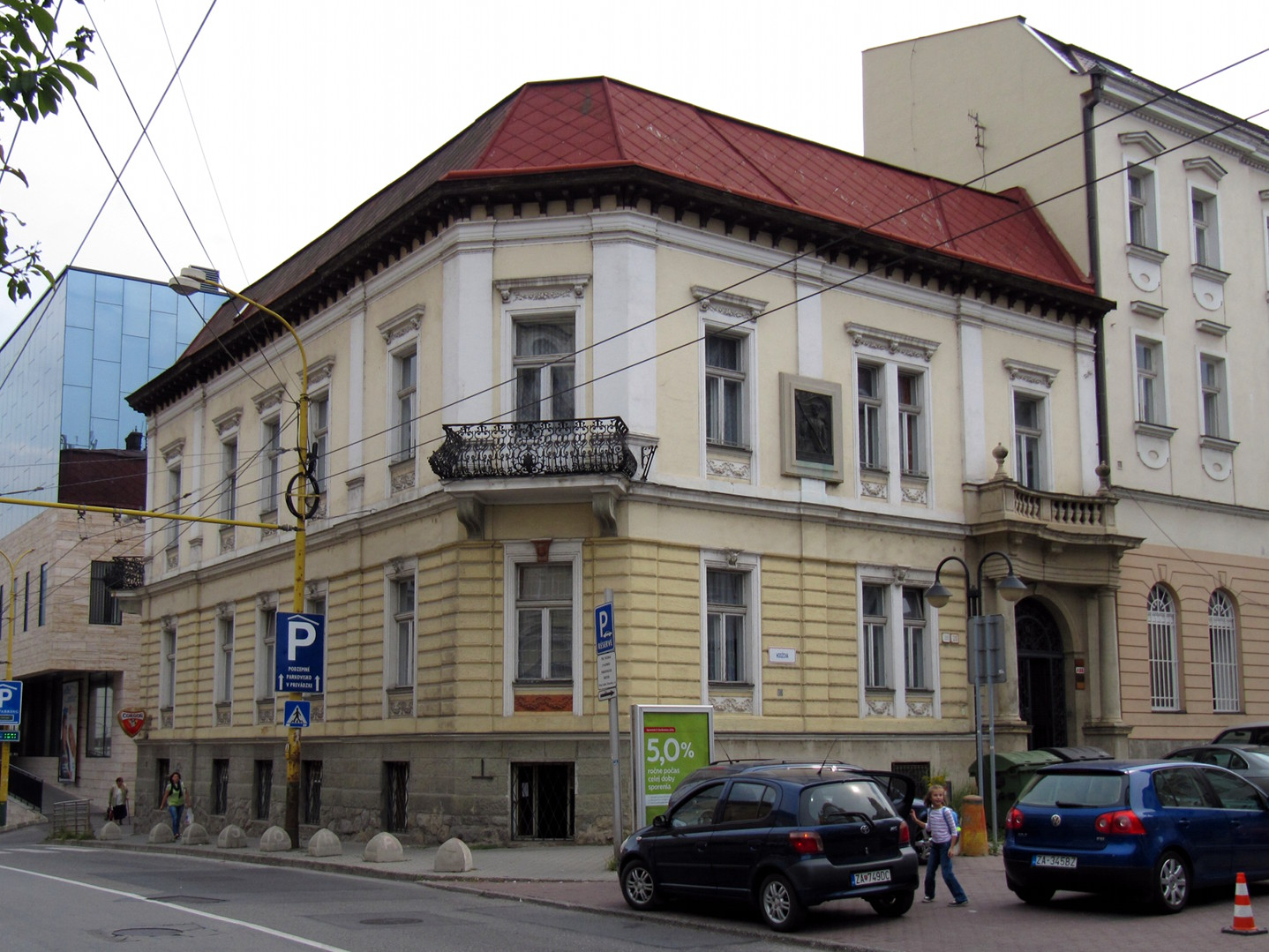
Zde sídlila Šrobárova vláda. (Hodžova ulice č. 20)

V období 1. ČSR v Žilině přibývali Židé. Vedle velkých závodů se rozvíjely i menší podniky, v Žilině v tomto období pracovalo mnoho živnostníků. Po vzniku ČSR vzniklo i Ministerstvo s plnou mocí pro správu Slovenska v čele s Vavro Šrobárem. Žilina byla jeho sídlem od 12. prosince 1918 do 2. února 1919. Žilina byla tehdy prvním sídlem slovenské vlády a hlavním městem Slovenska. Prvním sídlem Šrobárovy vlády se stala budova na rohu Ulice J. M. Hurbana a M. M. Hodži. Dnes se zde nachází reliéfní tabule. Od roku 1919 zde sídlila Slovenská banka. Druhým žilinským sídlem Šrobárovy vlády byla budova na Národní ulici. Šrobár byl nejdříve v Žilině ubytován nouzově v hotelu, který patřil Pavlovi Folkmanovi, později v bytě MUDr. Ivana Hálka (v Makovického domě). 3. února 1919 se ministerstvo přestěhovalo do Bratislavy. Žilina patřila k prvním městům na Slovensku, které se přihlásily k Martinské deklaraci (30. 10. 1918). Už 2. listopadu 1918 byl na lidovém shromáždění v Městském domě zvolen šestičlenný Slovenský místní výbor v čele se žilinský kaplanem Tomášem Růžičkou. Tomáš Růžička působil v Žilině od roku 1921 až do své smrti v roce 1947, zasloužil se o výstavbu Katolického domu a založil chudobinec. Na jeho pozvání přišli do Žiliny v roce 1936 salesiáni.
19. prosince 1919 se konalo zakládající shromáždění po válce obnovené Slovenské lidové strany v tělocvičně reálného gymnázia. Jedním ze zakladatelů byl i katolický kněz a profesor žilinského gymnázia Jozef Kačka, který se také podílel na programu Slovenské lidové strany. Jejím staronovým předsedou se stal Andrej Hlinka. Žilina byla působištěm řady významných funkcionářů Slovenské lidové strany a významným centrem této strany. Slovenská lidová strana získala v okrese i ve městě, kromě roku 1920, největší podporu obyvatelstva ve všech volbách.

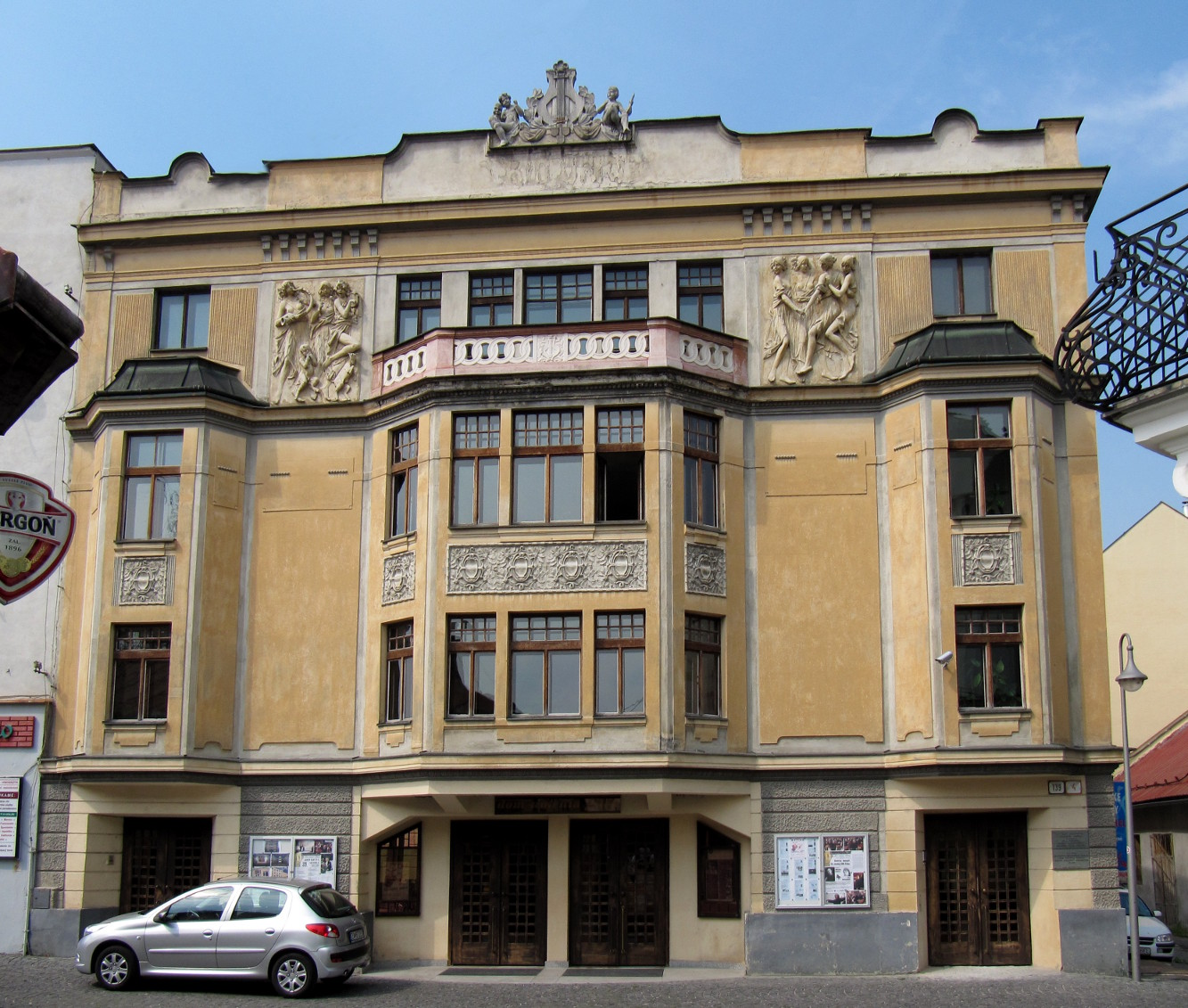
Dům umění Fatra

Sociálnědemokratická strana obnovila svou činnost 25. listopadu 1918 v Žilině. Na počátku roku 1919 vyvíjela velkou aktivitu. V roce 1919 zorganizovala stávku proti opatřením Šrobárovy vlády v Žilině, později zde uspořádala několik stávek, ať už za zlepšení životní úrovně žilinského proletariátu nebo proti Hlinkově slovenské lidové straně. 26. srpna 1919 a 21. září 1919 zorganizovali sociálnědemokratické organizační masové protiľuďácké shromáždění. 14. března 1920 se v Žilině uskutečnila sjednocovací konference maďarských a německých sociálních demokratů s československými dělnickými hnutími. V sociální demokracii byl boj, který vyvrcholil založením KSČ. Stalo se tak 21. června 1921, kdy se konala v Žilině členská schůzka místní organizace KSČ. Jejím předním představitelem byl Augustín Androvič-Várnai. 1. května 1923 bylo v Žilině založeno československé výrobní družstvo Interhelpo, jehož členové pomáhali budovat základy průmyslu v sovětských zemích.
V období ČSR postavili dvě budovy pro základní školy, dívčí gymnázium na Hurbanově ulici, Grand bio Universum (dnes Dům umění Fatra, 1921), v tomto roce se zde konala premiéra filmu Jánošík a zřídili městskou hudební školu. Později postavili budovu pro spolek Sokol (1931) a synagogu (1933) – dnes bývalé kino Úsvit a kino Centrum. Druhým bohatším tělovýchovným spolkem byl Orel. V roce 1935 postavili evangelický kostel a letiště na Vlčince.
Dne 4. září 1938 se uskutečnila v Žilině mohutná manifestace na obranu republiky. Cílem manifestace bylo vyjádřit úsilí o nezávislost, jednotu a suverenitu ČSR. Přijatou rezoluci podepsalo 52 spolků včetně Hlinkovy strany. Žilina se stala místem významných akcí Hlinkovy strany a různých spolků, které podporovaly její autonomistický program.

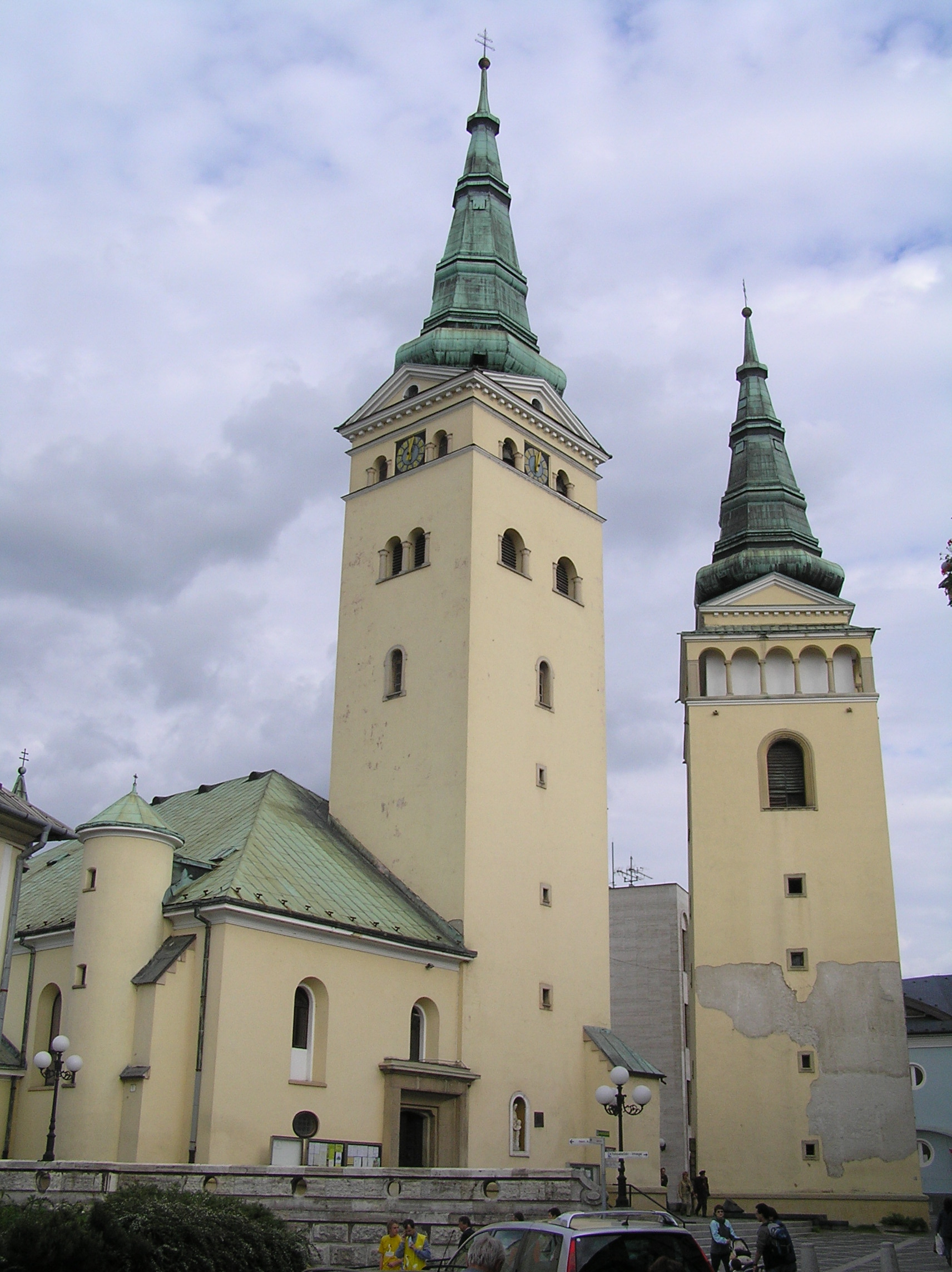
Burianova věž (vpravo) byla v letech 1941–1942 rekonstruována

### Žilina za Slovenského státu
Poté, co začalo Německo se snahami o rozklad ČSR, se autonomie Slovenska stala realitou. Místem jejího prohlášení byla Žilina. 5. října 1938 jednali poslanci HSĽS v budově Katolického domu. V hotelu Rémy jednali představitelé jiných stran o společném postoji k autonomii. Nakonec se k dohodě připojili i poslanci ostatních sedmi stran (agrární, SNS a jiné). Strany podepsaly dohodu, která vešla do dějin jako Žilinská dohoda. 6. října byla z balkonu Katolického domu vyhlášena autonomie z úst Jozefa Tisa. Ve stejný den se konalo v Žilině protičeské shromáždění a komunistická strana přešla do ilegality. Žilina se tak stala místem vyvrcholení Pittsburské dohody. Rozvoj Žiliny se nezastavil ani po vzniku slovenského státu, ačkoli to bylo v době války a totalitní vlády HSĽS. Velkou zásluhu na tom měl nejvyšší představitel Žiliny dr. Vojtech Tvrdý. Zasloužil se o výstavbu a rekonstrukci mnoha budov či zařízení několika institucí ve městě. Například v letech 1941–1942 byla zrekonstruována Burianova věž (v její horní části byla vybudována vyhlídková chodba se sloupy, které spojují oblouky). Zrekonstruovaný byl i Farní kostel a balustráda nacházející se při něm. Již od října 1939 zde stála na prvním podlaží socha Antona Bernoláka, kterou sem přivezli z Nových Zámků. V červenci 1942 byl položen základní kámen budovy Reprezentačního domu. Stavba byla dokončena v roce 1944, stala se sídlem divadla a škol. Další významnou stavbou postavenou v tomto období je budova tržnice. Opravena byla i socha Immaculaty na Mariánském náměstí a stavět se začala velká administrativní budova elektrárny na rohu Kukučínovy ulice a Ulice republiky (1941–1943). Byl dokončen se park na Bôrik. Založeno byli i několik kulturní institucí, například městské muzeum – drátenické muzeum a loutkové divadlo.

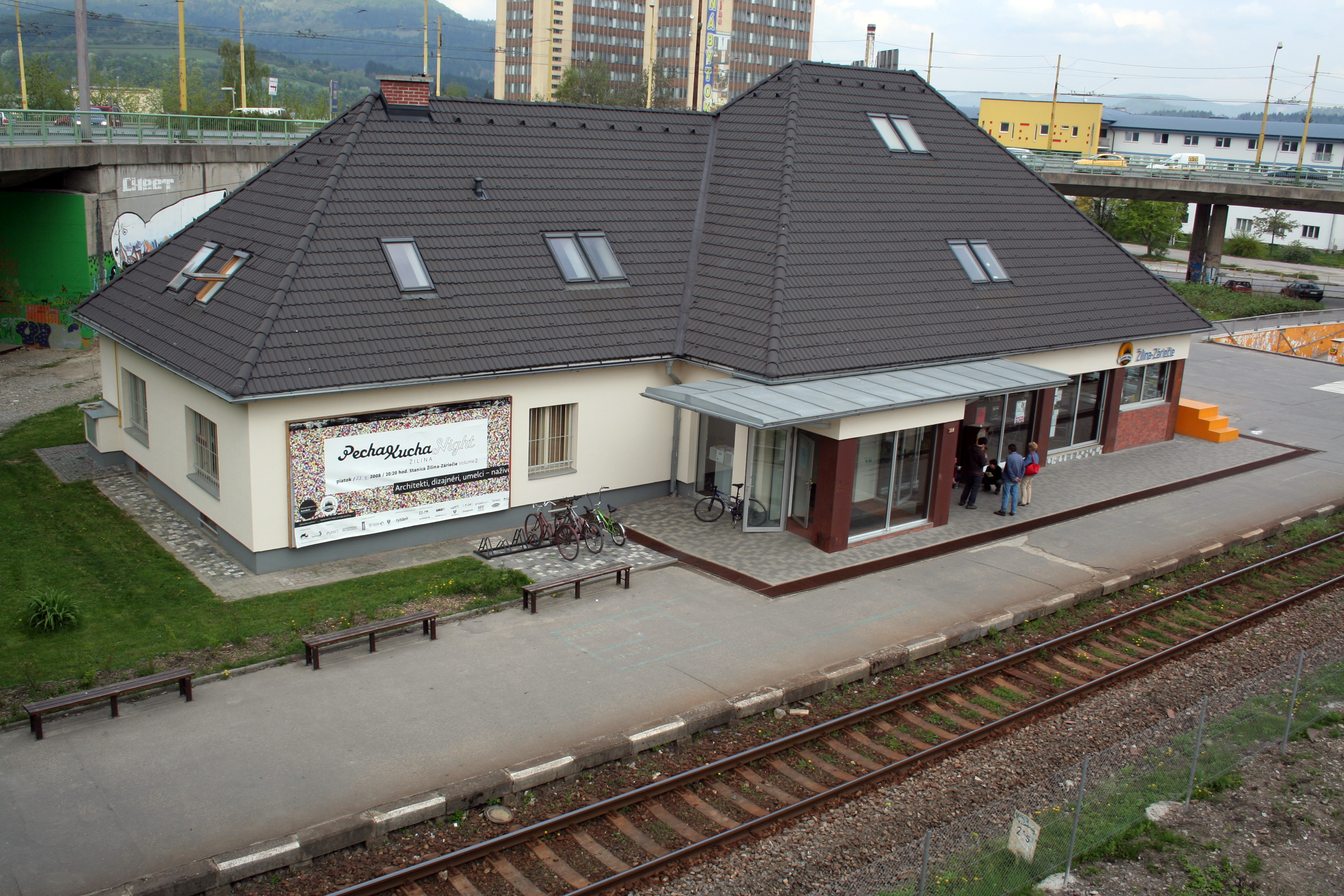
Stanice Žilina-Záriečie

Na druhé straně však existovaly i nesplněné plány. Vedoucí představitelé města chtěli, aby se Žilina stala sídlem župy. Žádali výstavbu vysoké školy a obchodní akademie, přemístění ředitelství železnic a uvažovalo se, že Žilina se stane hlavním městem Slovenska. V roce 1942 vznikl na okraji města koncentrační tábor pro Židy, protože městská rada v čele se starostou Vojtěchem Tvrdým nesouhlasila, aby byl tábor vybudován na území města. Prošlo jím okolo 27 000 Židů a byl pod správou Hlinkových gard. Deportace probíhala ze stanice stanice Žilina-Záriečie. Většina občanů soustředěných v tomto táboře zahynula později v koncentračních táborech v Polsku.
V podzimních měsících roku 1944 se slovenská politici začali připravovat ozbrojené povstání proti nacistické vládě. Přípravy na povstání se uskutečňovaly těžce a tajně. V Žilině se totiž nacházelo asi 350 německých vojáků koordinujících postup německých vojsk na východní frontu. 29. srpna 1944 začala slovenské území ohrožovat německá vojska. V tento den mjr. Dobrovodský, představitel Slovenského národního povstání, uskutečnil protifašistický převrat v žilinské posádce (žilinských kasárnách), jelikož její podplukovník byl spjat s HSĽS. Část důstojníků se však odmítla k povstání připojit. Vyhlášená byla obecná mobilizace a v kasárnách se začalo s vyzbrojováním dobrovolníků, kteří sem přišli z města a okolí. Německá hlídka, která byla ve městě, se hned zabarikádovala v budově dívčího gymnázia na Hurbanově ulici a kontrolovala okolní ulice. Ostatní němečtí vojáci se zabarikádovali v synagoze, hlavní poště, finančním paláci. Povstalci obsadili hlavní železniční stanici, stanici na Nové Žilině a ostatní pošty. V noci bojovali se zabarikádovanou jednotkou. 30. srpna ráno zaútočil tank, který sem přijel z Martinu na dívčí gymnázium, poškodil ho, ale Němce nezlikvidoval. Žilinská posádka se tak jako první postavila na odpor německým vojskům. V tento den však od západu přicházelo německé vojsko, které zdolalo povstalecké čety zabraňující jeho postupu západně od Žiliny. Povstalci se proto hned přesunuli do úžiny při Strečně, kde zaujali obranné postavení spolu s vojáky povstalecké martinské pěchoty. Boje se zúčastnili vedle povstalcích ze Žiliny i jugoslávští a francouzští partyzáni pod velením Georgese de Lannuriena, dnes čestného občana města Žiliny. Boje u Strečna trvaly do 5. září.
Fašisté ve městě rozpoutali teror. Do jejich rukou se dostal komisař partyzánské brigády Anton Sedláček. Po krutém mučení ho 15. listopadu 1944 v Žilině v Parku SNP veřejně popravili. Pamětní tabule na jeho počest se nachází na řemeslnické domě. Fašistické čistky však pokračovaly. Osvobozování města se začalo v druhé polovině dubna v roce 1945. Tvrdé boje se odehrávaly v Malé Fatře na Polomu. Společně s ruskými vojsky bojovaly jednotky 1. čs armádního sboru. Němečtí fašisté se v Žilině se zaměřili na ničení majetku civilního obyvatelstva a obchodů, které museli majitelé otevřít. Železniční stanice byla podminovaná. Město se stalo cílem bombardování – 11. duben a bomba dopadla na konec Hviezdoslavovy ulice, 16. dubna a bomba zasáhla část budovy divadla, budovu na Hlinkova náměstí a část Předměstí a nakonec 17. dubna a bylo bombardováno dívčí gymnázium, Hurbanova ulice, Kmeťova ulice a pořizovací stanice. 30. dubna, po osvobození Polomu, se v ranních hodinách němečtí vojáci ze Žiliny vytratili a přišli ruští a slovenští vojáci. V jejich čele stál generál Karel Klapálek. Obyvatelé vycházeli z sklepů, aby přivítali osvoboditele. Na súkence vztyčili československou vlajku.
Téměř 1 800 sovětských vojáků, kteří bojovali v prostoru od Liptovského Mikuláše po Žilinu, je pohřbeno na vojenském hřbitově na Bôriku. Památník osvobození Žiliny se nachází v Parku SNP.

### Žilina po roce 1945

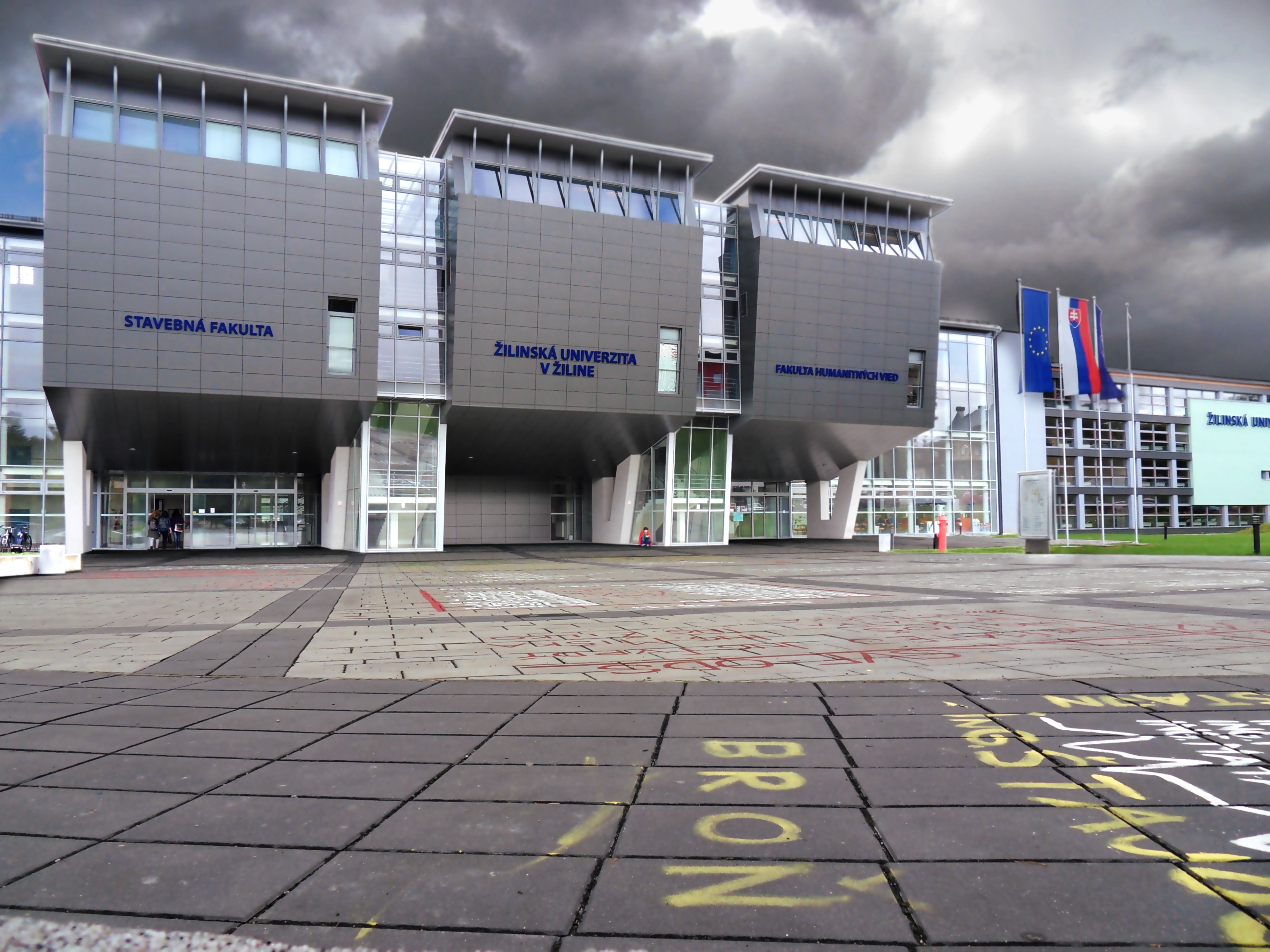
V roce 1960 se do Žiliny přestěhovala z Prahy Vysoká škola dopravní, dnes Žilinská univerzita, která se později jmenovala VŠDS

Od roku 1945 prošla Žilina složitým vývojem. Hlavním řídícím orgánem města se stal městský národní výbor. V roce 1949 při novém územním členění vznikl Žilinský kraj, který existoval do roku 1960. Po zrušení kraje došlo na určitou dobu ke stagnaci ve vývoji města. Počet obyvatel města neustále rostl, což si v roce 1949 vyžádalo vznik městské hromadné dopravy, kterou zabezpečoval Dopravní podnik města Žiliny jednou linkou s několika autobusy. V roce 1960 se do Žiliny přestěhovala z Prahy Vysoká škola dopravní, dnes Žilinská univerzita. Koncem 50. let se začalo stavět sídliště Hliny. Po roce 1968 nastalo ve městě oživení v souvislosti s rozvojem průmyslu (výstavba závodů na Kamenné ulici a Rajecké cestě, Avie, teplárny), výstavbou bytů a komunikací. Rozvoj zaznamenalo i školství a kultura.
Zahájení výstavby sídlišť:
- 1970 – Vlčince
- 1979 – Solinky
- 1989 – Hájik

Přibývaly i rodinné domy na Bôriku a v okrajových částech města. K městu bylo přičleněno několik okolních obcí, z nichž se některé v roce 1990 osamostatnily. Po roce 1990 zaznamenala Žilina bouřlivý rozvoj. Stává se samostatným samosprávným celkem v čele s primátorem a městským úřadem (výkonný orgán). Primátorem Žiliny se stal Ján Slota. V tomto roce probíhá zásadní rekonstrukce historického jádra města, mnohých ulic i náměstí.
Začátkem roku 1991 vznikly Okresní a Obvodní úřad v Žilině, Městská policie a začíná vycházet místní týdeník Žilinský večerník. V tomto roce začala v Nemocnici s poliklinikou v Žilině pracovat letecká záchranářský služba, otevřena byla poliklinika na Vlčincích. V roce 1992 se začalo s rekonstrukcí Národní ulice a v Domě techniky se konal 1. ročník známé výstavy Expotour. Od roku 1993 se začalo zasedání městského zastupitelstva konat v budově Staré radnice. V roce 1994 byl položen základní kámen Žilinské přehrady. Stavba byla dokončena v roce 1998. 17. listopadu tohoto roku začala jezdit v Žilině trolejbusová doprava na lince č. 1, zajišťovaná Dopravním podnikem města Žiliny. V roce 1995 byla otevřena nová budova knihovny, začala se rekonstrukce Mariánského náměstí. Byly odhaleny sochy Andreje Hlinky a M. R. Štefánika na stejnojmenných náměstích. V roce 1996 začalo vysílat Rádio Žilina. 15. srpen a se město opět stalo krajským městem. Zrekonstruovaná byla městská plovárna. VŠDS se přejmenovala na Žilinskou univerzitu.

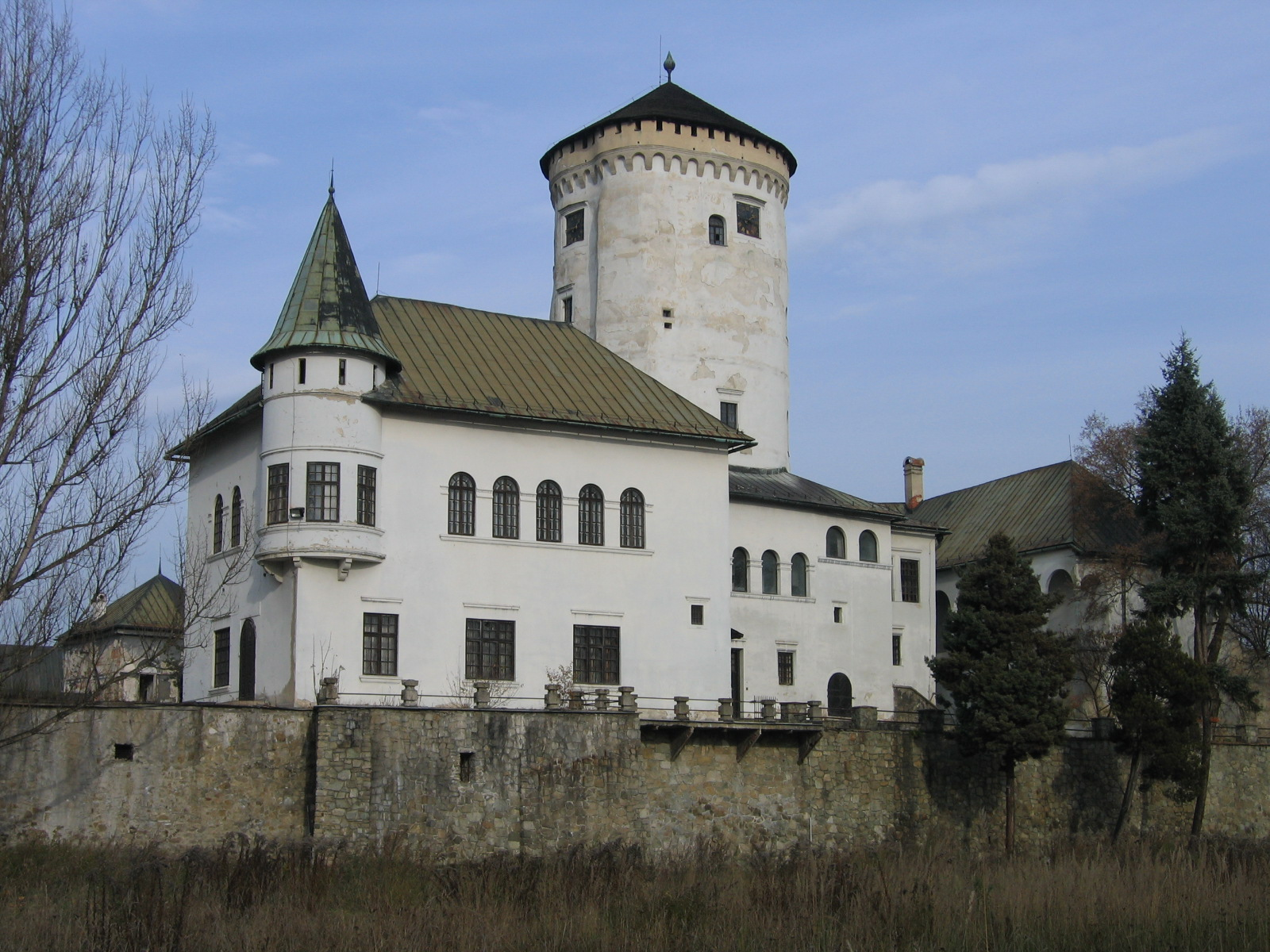
Budatínský hrad, listopad 2006

V roce 1997 vznikl v Žilině vojenský pluk Jozefa Gabčíka. Poprvé se konaly Staroměstské slavnosti. V tomto roce postihla město menší povodeň. Vzniklo také letecké spojení mezi Žilinou a Prahou. O rok později byl otevřen Dům Matice slovenské, před budovou Městského úřadu byl odhalen památník obětem komunismu. Od roku 1999 nese zimní stadion jméno Vojtěcha Závodského. Na Solinkách byl dostavěn římskokatolický kostel Dobrého Pastýře a pokračovala výstavba římskokatolického kostela Sedmibolestné Panny Marie na Vlčincích. Vysvěcený byl řeckokatolický kostel v Žilině na Vlčincích. Vzniklo bilingvní gymnázium – Belgické lyceum. Konal se 10. ročník Jašidielne. K 1. 1. 2000 měla Žilina 86 818 obyvatel, od 135 méně než před rokem. Začala druhá etapa rekonstrukce historického jádra. Pokračovala výstavba okružní estakády kolem města. V areálu Městského sportovního klubu Žilina bylo dáno do užívání fotbalové hřiště s umělou trávou a osvětlením. Na zrekonstruovanou balustrádu bylo umístěno sousoší sv. Cyrila a Metoděje. Čestné občanství města Žilina bylo v posledních deseti letech uděleno několika významným osobnostem, které se zvlášť zasloužily o rozvoj města. Od 1. leden a 2001 je město Žilina sídlem vyššího územního celku (samosprávný orgán). Žilina navázala spolupráci s několika evropskými městy, vytvořen byl euroregion Beskydy, který zahrnuje jih Polska, severní Moravu a sever Slovenska. Pokračovala i výstavba obchodní infrastruktury. 4. dubna 2004 byl položen základní kámen nové automobilky Kia Motors Slovakia, která díky jihokorejskému investorovi přinesla a přinese do Žiliny a jejího okolí oživení hospodářství a rozvoj města (dobudování dálnice a infrastruktury). Výroba začala v roce 2006. V současném období je Žilina komplexním polyfunkčním městem a se svým okolím třetím nejvýznamnějším průmyslovým centrem na Slovensku.